# Środa Wielkopolska
Środa Wielkopolska (do 14 lutego 1968 Środa; niem. Schroda, Neumarkt) – miasto w województwie wielkopolskim, siedziba powiatu średzkiego i gminy miejsko-wiejskiej Środa Wielkopolska, lokalny węzeł komunikacyjny i ośrodek usługowo-przemysłowy.
Była miastem królewskim Korony Królestwa Polskiego, należała do starostwa średzkiego, pod koniec XVI wieku leżała w powiecie pyzdrskim województwa kaliskiego. Miejsce obrad sejmików ziemskich województwa poznańskiego i województwa kaliskiego od XVI wieku do pierwszej połowy XVIII wieku.

## Położenie
Środa Wielkopolska jest siedzibą samorządu powiatu średzkiego.
W podziale fizycznogeograficznym (Kondrackiego) Środa leży w Mezoregionie Równina Wrzesińska wchodzącego w skład Makroregionu Pojezierze Wielkopolskie. Makroregion ten stanowi jedną z czterech części Podprowincji Pojezierza Południowobałtyckie, wchodzącej w skład Niżu Środkowoeuropejskiego (Prowincja). Stanowi on cześć Megaregionu Pohercyńska Europa Środkowa.
Krajobraz dookoła miasta tworzą morenowe równiny wykształcone młodoglacjalnym zejściem lądolodu skandynawskiego. Obszar ten jest bezjeziorny, a sieć hydrologiczną tworzą przepływające przez miasto: Maskawa (d. Źrenica, dł. 56,7 km, źródła koło Nekielki, ujście do Warty w 307 km) i Struga Średzka (dł. 15,7 km, źródła pod Tulcami, ujście do Maskawy w jej 26 km). Częściowo w granicach miasta w 1972 r. na Maskawie utworzono sztuczny zbiornik retencyjny o pow. 47 ha.
W latach 1975–1998 miasto administracyjnie należało do woj. poznańskiego.

## Nazwa
Nazwa miasta ma związek z wyrazem „środek” i w języku staropolskim brzmiała „śrzoda”; pochodzi od nazwy środa – środkowego dnia tygodnia, w którym odbywały się w średniowieczu targi.
Miejscowość pod nazwą Sroda wymieniona jest w łacińskim dokumencie wydanym w Poznaniu w 1281 roku sygnowanym przez króla polskiego Przemysła II.

## Historia

### Mikroregion średzki w prehistorii
Sezonowe obozowiska świadczące o krótkotrwałym pobycie ludzi na ziemi średzkiej pojawiły się w okresie starszej epoki kamienia. Znane są stanowiska kultury świderskiej (m.in. Pięczkowo i Sulęcinek) oraz stanowiska mezolitycznych kultur komornickiej i janisławickiej (m.in. w Borowie, Bronisławiu, Garbach i Młodzikowie). Około 3700 r. p.n.e., w dorzeczu Maskawy, pojawiły się pierwsze grupy neolitycznych rolników przybyłe z południa Polski, prowadzące osiadły tryb życia, reprezentowane przez kulturę pucharów lejkowatych i nieco późniejszą kulturę amfor kulistych, której jedno z najsłynniejszych skupisk osadniczych odkryto przed II wojną światową w Szlachcinie.
2000 lat p.n.e. Środę i okolice zamieszkiwały ludy umiejące już posługiwać się brązem. Na ślady kultury unietyckiej, wczesnej epoki brązu, natrafiono m.in. w Pięczkowie i Sulęcinku. W dolinie rzeki Miłosławki, funkcjonowała nieco późniejsza kultura trzciniecka. Kultura łużycka, funkcjonowała na terenie mikroregionu średzkiego od około 600 r. p.n.e., a jej trwałym owocem, było zagęszczenie sieci osadniczej, która wypełniła szczelnie dorzecze Maskawy i Miłosławki, dolinę Warty i okolice rynny jezior kórnicko-zaniemyskich. Jej stanowiska zlokalizowano m.in. w Środzie, Nadziejewie i Włostowie. Na przełomie er stanowiska te zastąpione zostały przez rozwijającą się kulturę przeworską, której rozmieszczenie wokół Środy określane jest jako „średzki zespół osadniczy”. W Chłapowie odkryto cmentarzyska kultur: wschodniopomorskie i grobów podkloszowych, datowane na starszy okres lateński (400–250 p.n.e.), a jedno ze stanowisk zlokalizowano także w Środzie.
Zagęszczenie sieci osadniczej oraz dogodność szlaku komunikacyjnego wzdłuż Maskawy sprawiły, że tędy właśnie wiodła jedna z nitek szlaku bursztynowego, czego pośrednim dowodem mogą być paciorki egipskie znajdowane min w Dębiczu, Nadziejewie i Środzie. Z okresu wpływów rzymskich znanych jest kilka skarbów monet m.in. ze Środy (1897 r.).

### PierwsiPiastowie: zręby państwowości i Środa
Dominującym ośrodkiem administracyjnym, we wczesnym średniowieczu na terenie mikroregionu średzkiego był Giecz; gród pełniący w czasach plemiennych rolę czoła opola. Badania dendrochronologiczne wału grodu w Gieczu potwierdziły tezą o jego plemiennym pochodzeniu, a więc z czasów, gdy zręby państwa Piastów nie były jeszcze kształtowane.
Pozostający w dogodnym położeniu geograficznym gród znalazł się w centrum piastowskiego patrymonium, co przyczyniło się do jego dalszej rozbudowy i umocnienia w początku X w. Giecz, jako jeden z istotnych elementów administracyjnych zrębów państwa Piastów (grodów centralnych), wymieniany jest w kronice Galla Anonima, jako jeden ze znaczniejszych grodów. Niektórzy badacze wyróżniają już w tym okresie południową część opola gieckiego, w której dominującą rolę uzyskała Środa, handlowa osada otwarta, położona przy zbiegu dzisiejszych ulic Dąbrowskiego i Lipowej. Prawdopodobnie w początku XI w. w centrum osady stanął kamienny kościół pw. św. Idziego.
Po interwencji Brzetysława czeskiego w 1039 r. gród w Gieczu został stosunkowo szybko odbudowany, a już prawdopodobnie pod koniec XI w. stał się siedzibą kasztelanii. W drugiej połowie XI w. następuje wzrost znaczenia Środy i stopniowe przemijanie znaczenia Giecza, co związane było z wzrastającym znaczeniem handlu, krzepnięciem administracyjnych podziałów oraz zmianą głównych szlaków komunikacyjnych.

### Środa od Piastów do rozbiorów
Dokładna data lokacji Środy pozostaje dziś nieznana, ale powszechnie przyjmuje się, że nastąpiła ona pomiędzy 1253 a 1281 r. Choć nie zachował się dokument lokacyjny można dziś domniemywać, że lokacja nastąpiła na tzw. „prawie magdeburskim” lub jego zmodyfikowanej formie zastosowanej po raz pierwszy w Środzie Śląskiej (tzw. „prawo średzkie”).
Środa lokowana była na „korzeniu”, bez wpływu poprzedzającej sieci osadniczej. Pozwoliło to od samego początku rozplanować miejsce położenia rynku i sieć ulic. Nie bez wpływu na lokację pozostawała topografia terenu oraz układ szlaków komunikacyjnych, istniejących od zarania w pobliżu osady handlowej. Lokacja miasta, którego centrum stanowił plac o bokach 70 m nastąpiła w odległości ok. 550 m na zachód od dawnej osady. Wzniesienie na północ od placu zajęła drewniana fara miejska, a wzgórze sąsiednie – zamek starosty, którego istnienie datuje się w dokumentach pisanych dopiero na okres walk z Krzyżakami w 1333 r. Założenie miejskie obwarowano murem, którego istnienie potwierdzone jest w dokumentach dopiero w 1411 r., przypuszczać jednak należy, że ufortyfikowanie grodu nastąpiło już pod koniec XIII stulecia, wraz z przejmowaniem funkcji militarnych Giecza. W obrębie murów zlokalizowany był także kościół pw. św. Krzyża wraz z klasztorem dominikańskim, którego fundatorem (wzmianka z 1418 r.) był biskup chełmski Jan z Opatowca.
Miasto posiadało trzy bramy położone na głównych szlakach, za którymi rozwinęły się przedmieścia: pyzdrskie z kościołem św. Idziego, poznańskie z kościołem szpitalnym pw. św. Ducha i Wszystkich Świętych z kościołem pod tym wezwaniem.
W konsekwencji odbytego w 1253 w Gieczu wiecu dzielnicowego Środa znalazła się, jako tzw. królewszczyzna wraz z całą kasztelanią giecką w księstwie kaliskim, należącym do Bolesława Pobożnego. Zarządcą królewszczyzny był starosta tenutowy, spośród których najbardziej znanymi byli m.in. A. Pampowski z Pępowa h. Gozdawa (?–1510), dyplomata i dworzanin królewski oraz H. Gostomski h. Nałęcz (około 1555–1609), wojewoda poznański, początkowo aktywny protestant, od 1589 r. równie aktywny katolik, orędownik jezuitów, dworzanin Zygmunta Augusta i Zygmunta III Wazy, rotmistrz królewski, twórca sandomierskiego Collegium Gostomianum.
Fundatorem nowej fary, zbudowanej w latach 1423–1428, niemalże natychmiast podniesionej do rangi kolegiaty, był Władysław Jagiełło. Jednonawowe, murowane założenie z prezbiterium zostało później powiększone o trzy kaplice, dwie nawy boczne i masywną wieżę. Z 1422 r. pochodzą wzmianki o kolegiackiej szkole.
Dopiero co lokowane i urządzone miasto doznało pierwszej poważnej dziejowej katastrofy 28 lipca 1331 r., za sprawą jednego z zagonów krzyżackich, który splądrował i spalił miasto.

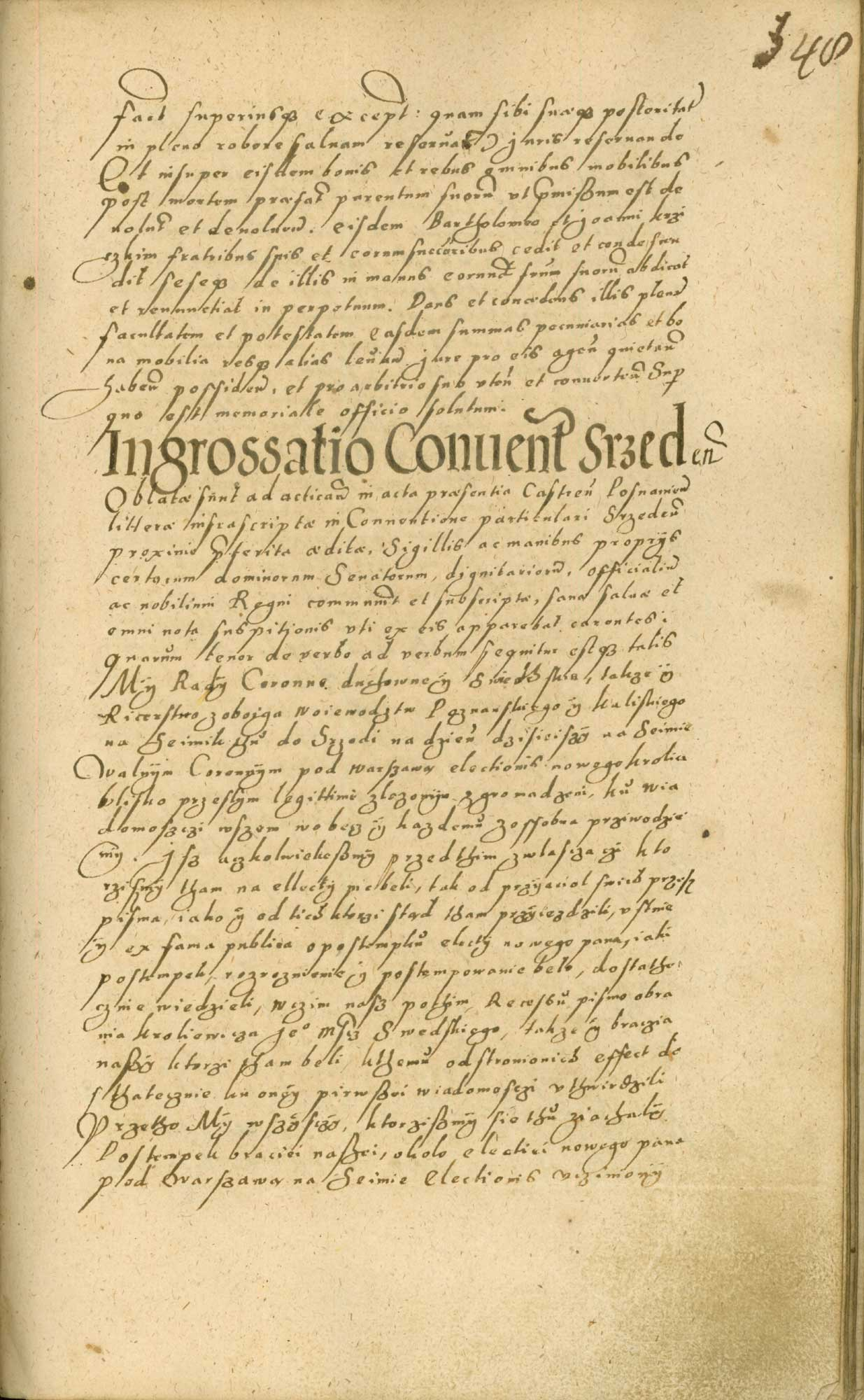
Uchwała sejmiku województw poznańskiego i kaliskiego w Środzie Wielkopolskiej zatwierdzająca wybór Zygmunta III na króla, 1587 r.

Położona centralnie w obszarze dawnych województw kaliskiego i poznańskiego Środa od 1419 r. aż do rozbiorów była stałym miejscem sejmików ziemskich dla tych województw, a pierwszy odnotowany w annałach sejmik w Środzie odbył się w 1378 r. Położenie miasta zapewniało każdemu szlachcicowi równe szanse w dotarciu na zjazd. Po unii lubelskiej sejmik w Środzie był jednym z około siedemdziesięciu partykularnych sejmików szlacheckich I Rzeczypospolitej, spośród których właściwie tylko średzki i krakowski dysponowały realną siłą polityczną i prestiżem. W sejmikach mógł brać udział każdy szlachcic, a przedmiotem obrad były sprawy żywotnie interesujące stan szlachecki, a więc de facto sprawy państwa. Miejscem obrad było wnętrze i teren przykościelny kolegiaty. Na sejmiku przedsejmowym w 1534 zostały uchwalone najstarsze znane instrukcje poselskie w języku polskim. W czasie wojny trzynastoletniej Środa wystawiła w 1458 roku 20 pieszych na odsiecz oblężonej polskiej załogi Zamku w Malborku. 
W 1622 r. królewszczyzna obejmowała miasto z przedmieściami i folwarkiem Pólko oraz 6 wsi. Od lokacji miasta do połowy XVI w. liczba mieszkańców wzrastała stopniowo do ok. 2 tys. osób, co stawiało Środę w randze miast małej i średniej wielkości.
Wraz z rozwojem demograficznym miasta rosła także liczba rzemieślników i uprawiających rolę mieszczan, stanowiących ekonomiczne podstawy jego rozwoju. Pod koniec XVI w. warstwę produkcyjną stanowiło 98 rzemieślników, stanowiących równocześnie trzon rady miejskiej, wśród których byli m.in. rzeźnicy, szewcy i szynkarze. Już w początku XV w. działał w obrębie murów miejskich młyn napędzany końmi, a od początku XVI w. spotyka się wzmianki o wiatrakach rozlokowanych na przedmieściach. W XVII w. do Środy należały dwie wsie: Ruszkowo i Zielniki, które dostarczały część dochodów miejskich.
Pomyślny rozwój miasta, trwał nieprzerwanie do czasu potopu szwedzkiego, kiedy to wojska Karola Gustawa kilkukrotnie przechodziły przez Środę. Szacuje się, że w trakcie potopu zagładzie, w wyniku spalenia lub rozebrania na opał, uległo około 65% domów w granicach miasta i około 100% w niektórych wsiach. Liczba ludności miasta spadła według różnych szacunków o 40–60%.

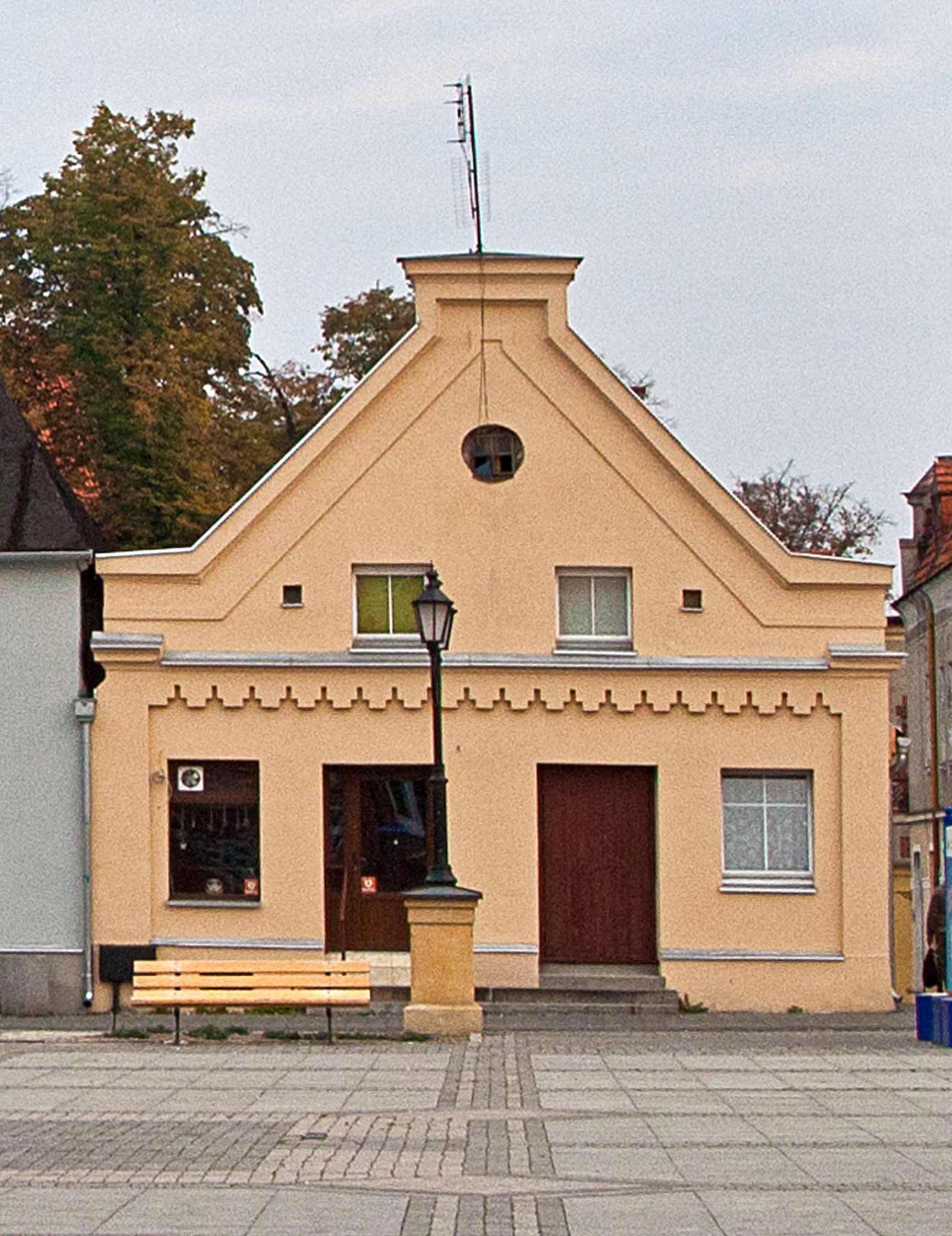
Domek senatorski z XVIII wieku, Stary Rynek 15

W czasie panowania Augusta II Środa była miejscem ważnych wydarzeń opozycyjnej konfederacji Tarnogrodzkiej. Po jej zawiązaniu Chryzostom Gniazdowski zadał krwawe straty Sasom pod miastem. W kwietniu 1716 w Środzie stworzył konfederację województw wielkopolskich – przed wzięciem szturmem Poznania.

### Czasy rozbiorów (1793–1918)

#### Od roku 1793 do powstania wielkopolskiego
Około 15 lutego 1793 roku po II rozbiorze Polski do miasta wkroczyła armia pruska i wraz z cała Wielkopolską włączyła je do zaboru pruskiego tworząc Prusy Południowe. W 1796 r. dokonano ostatecznej rozbiórki murów miejskich. Ofiarą polityki nowych władz padły średzkie kościoły: pw. Św. Ducha (szpitalny, pomiędzy 1805 a 1810 r.) i pw. Wszystkich Świętych (po 1821 r.) oraz pierwszy średzki kościół pw. Św. Idziego (przed 1819 r.). W 1815 r. władze pruskie sekularyzowały także klasztor, a w roku 1823 zamknięto definitywnie przyklasztorny kościół pw. św. Krzyża.
Ludność miasta w ciągu stu lat wzrosła prawie sześciokrotnie i osiągnęła w 1900 r. około 6 tys. mieszkańców. Początkowo systematycznie wzrastała mniejszość żydowska, stanowiąc w 1840 r. 16%, by w 1910 r. stanowić już tylko 2,3% ogółu ludności. Od 1806 r. mieszkańcy wyznania mojżeszowego, posiadali własną synagogę, którą w 1871 r. zastąpił nowy budynek. Z chwilą powstania Wielkiego Księstwa Poznańskiego poczęli, w Środzie, osiedlać się w większej ilości ewangelicy, którzy w 1910. stanowili już prawie równie silną mniejszość, co Żydzi. W 1829. korzystać mogli oni z domu modlitwy, którego funkcję pełnił otrzymany od magistratu, kościół św. Krzyża. Ponieważ obiekt był dość znacznie uszkodzony, dlatego w 1881, sumptem gminy ewangelickiej, wybudowano nową świątynię.

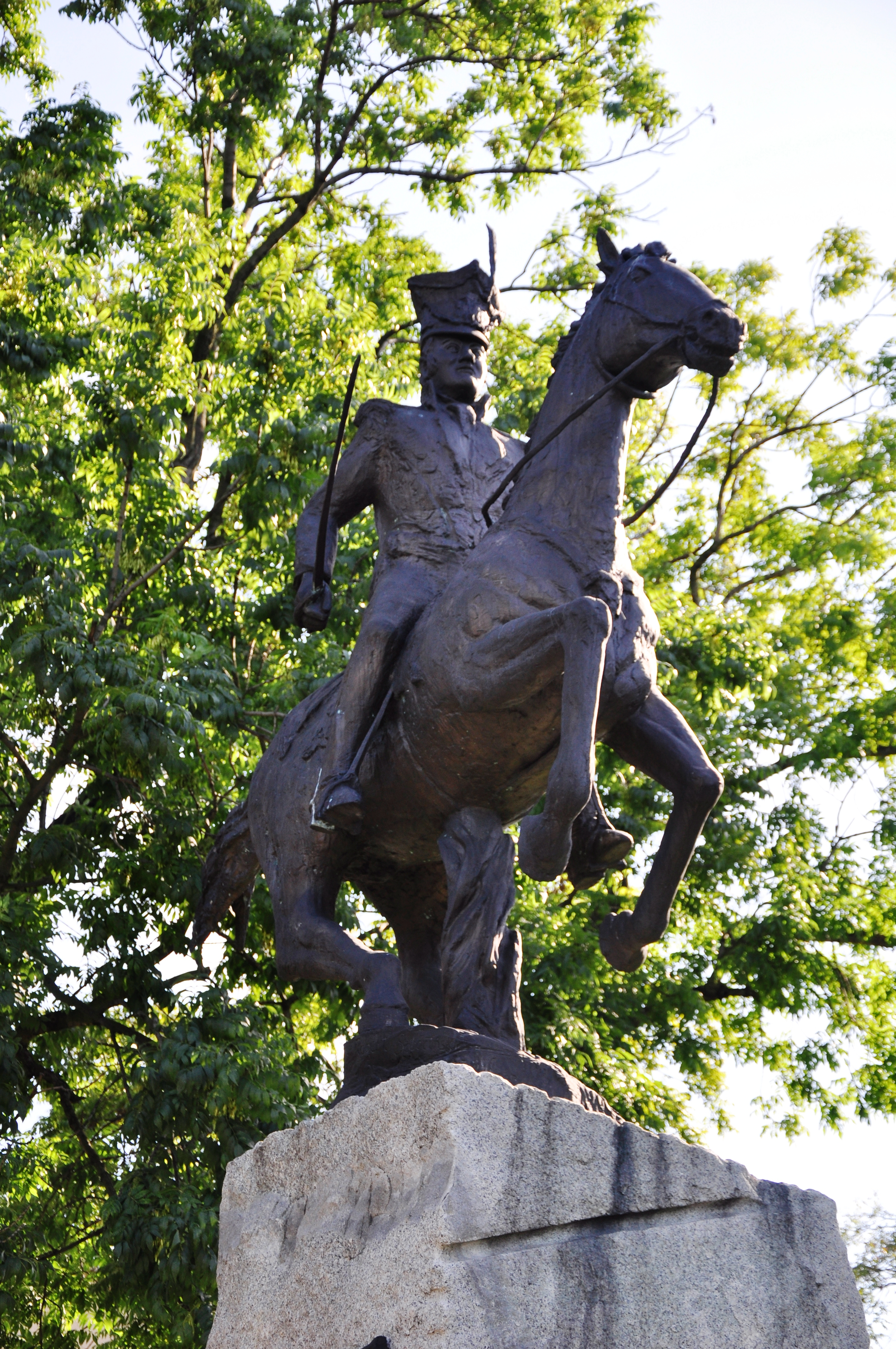
Pomnik Jana Henryka Dąbrowskiego

Walkę o utracone państwo mieszkańcy Środy i okolic rozpoczęli już w 1794, formując oddziały powstańcze, wspierające marsz Dąbrowskiego na Łabiszyn i Bydgoszcz, a następnie, uczestnicząc w powstaniu wielkopolskim 1806 roku zainicjowanym i prowadzonym przez twórcę Legionów gen. Dąbrowskiego. Powstanie okazało się sukcesem militarnym doprowadzając do utworzenia Księstwa Warszawskiego w granicach, którego znalazła się cała Wielkopolska w latach 1807–1815.
Najwybitniejszą postacią okresu napoleońskiego był gen. Jan Henryk Dąbrowski (1755–1818), twórca Legionów Polskich we Włoszech, bohater polskiego hymnu, wielokrotny organizator i dowódca działań zbrojnych na terenie Wielkopolski. W 1806 r. nagrodzony został przez Napoleona kluczem winnogórskim w powiecie średzkim. Formalnie, od 1815 r. Środa stała się ponownie częścią zaboru pruskiego, jako siedziba landratury.
Głównym organizatorem przygotowań powstańczych Wiosny Ludów 1848 r. na powiat został A. Brzeżański, organizując w Środzie obóz powstańczy, w sile ok. 9 tys. żoł. i stanowiący połowę sił powstańczych. 11 kwietnia 1848 r. w Jarosławcu pod Środą, podpisano akt ugody, na mocy której m.in. obóz średzki przebazowano do Miłosławia. Agresywna postawa Prusaków, mimo podpisanej ugody, doprowadziła do wybuchu otwartego konfliktu zbrojnego, a następnie trzech decydujących bitew: pod Książem, Miłosławiem i Sokołowem. Ostatecznie, ostatnie oddziały polskie poddały się 10 maja 1848 r. na terenie powiatu średzkiego.

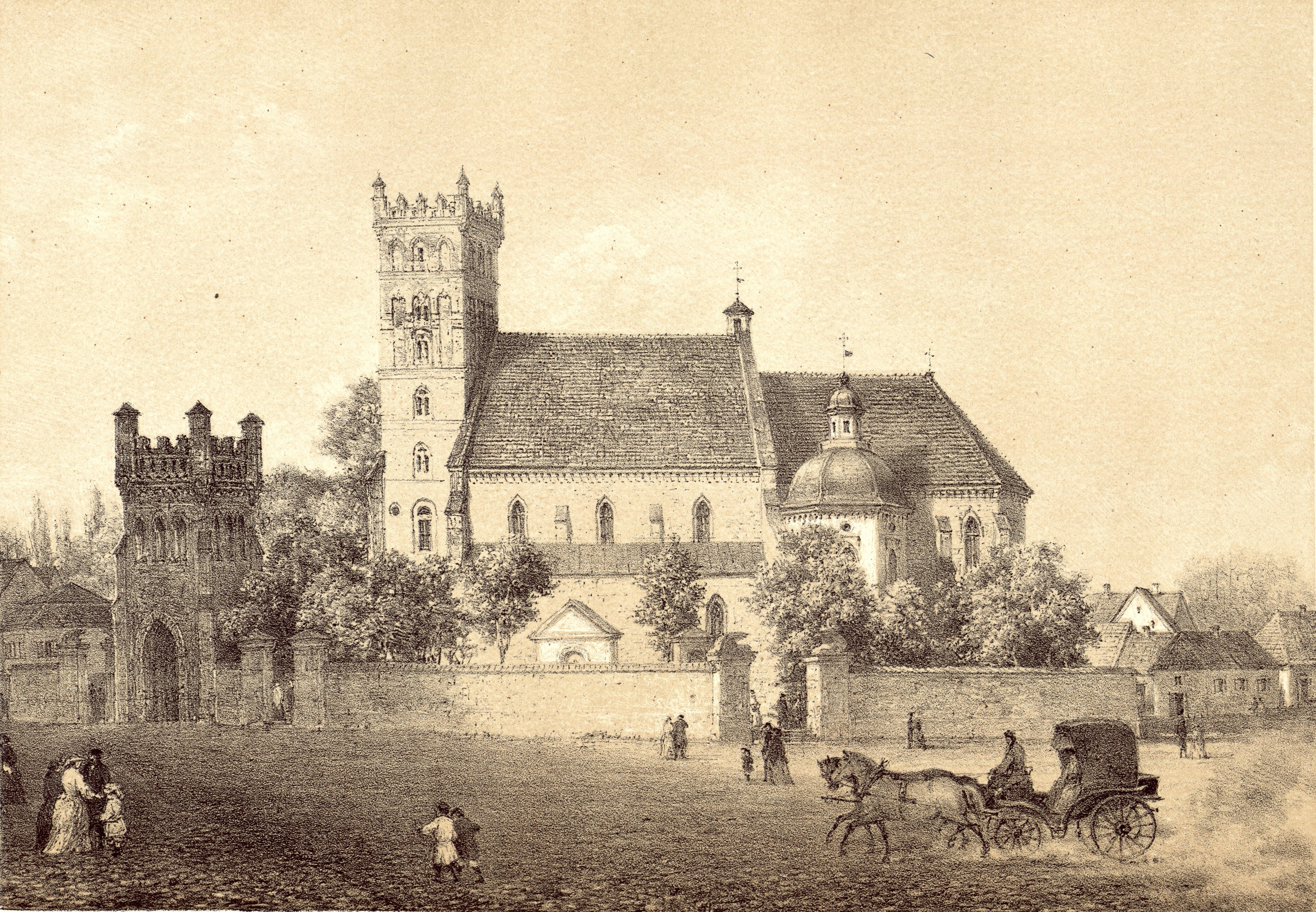
Środa Wielkopolska na litografii Napoleona Ordy (1880)

W trakcie powstania styczniowego zabór pruski został podzielony na 5 województw, pośród których znalazło się także województwo średzkie, najrozleglejsza jednostka administracyjna w historii ziemi średzkiej, której stolicą była Środa. Wielu średzian aktywnie uczestniczyło także w walkach na terenie Królestwa.
Wybitną rolę w pracy organicznikowskiej na rzecz zachowania polskości i promocji postaw patriotycznych odegrali księża kolegiaccy. Wymienić tu należy jedną z najwybitniejszych postaci w całej historii miasta ks. A. Szamarzewskiego (1832–1891), który położył zasługi na rzecz nowoczesnej ekonomii i gospodarki organizując w Środzie Towarzystwo Rzemieślnicze, zalążek późniejszej Kasy Oszczędności oraz Związek Spółek Zarobkowych i Gospodarczych, kluczowe narzędzie ekonomicznego oporu polskości wobec procesów germanizacyjnych w zaborze pruskim. Był także sprawnym administratorem parafii doprowadzając do uporządkowania i odnowienia średzkiej kolegiaty oraz organizacji nowego cmentarza poza murami miasta, na którym pierwsze pochówki przeprowadzono w 1805 r.

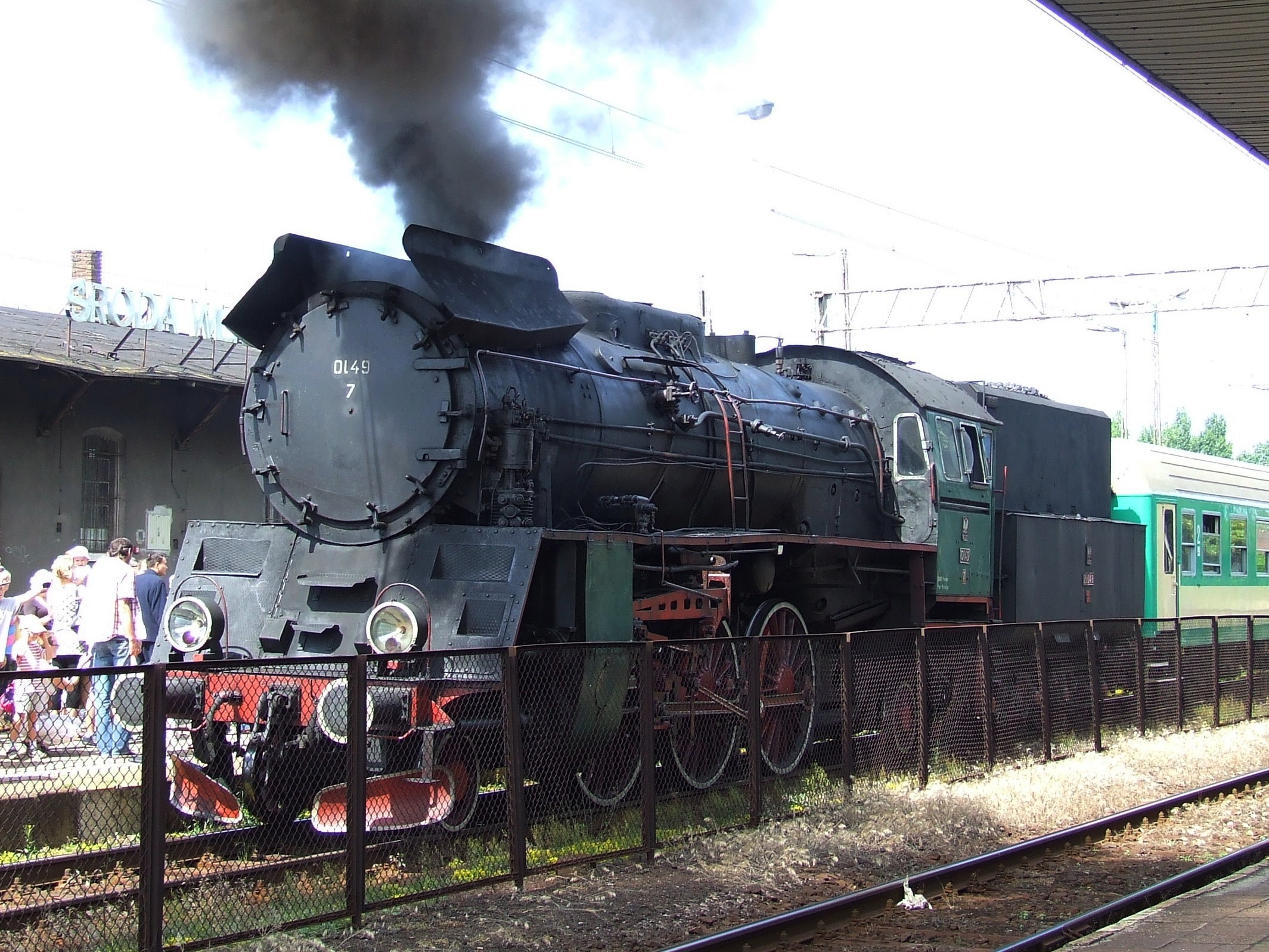
Parowóz Ol49-7 na stacji w Środzie Wlkp.

Rozwój Środy w XIX i na początku XX w. następował w trzech zasadniczych kierunkach: na południe od miasta, do stacji kolejowej na linii Poznań – Kluczbork (1875 r.) i cukrowni (1880 r.), na zachód, wzdłuż Przedmieścia Poznańskiego Nowego (ul. Kilińskiego), oraz wzdłuż ulic: Dąbrowskiego (d. Pyzdrska), Żwirki i Wigury (d. Graniczna) oraz Wrzesińskiej Daszyńskiego (d. Wrzesińska), łącząc d. przedmieścia pyzdrskie i gnieźnieńskie. Pomimo tak znacznych przemian przestrzenny rozwój miasta wyniósł niespełna 5%.
W początkach XIX w. na czoło rzemieślników wysunęli się szewcy, którzy dysponowali 40 warsztatami. Istniało też kilka wiatraków, kuźni, gorzelni i browarów. Ogółem spisy wymieniają na początku XIX w. ponad 300 rzemieślników. Znaczenie rzemiosła jednak powoli malało wraz z rozpoczęciem rewolucji przemysłowej, którą była budowa cukrowni, uruchomionej 7 października 1880 r. Do sprawnego dostarczania płodów rolnych oddano do użytku w 1902 r. pierwszą linię kolei wąskotorowej o długości 50 km, łączącą Środę i Kobylepole k. Poznania. W 1885 r. powstała w Środzie pierwsza mleczarnia (w rękach niemieckich), która wykupiona została w 1906 r. przez mleczarnię spółdzielczą powstałą rok wcześniej. Potwierdzone są też informacje o dwóch cegielniach, fabryce maszyn rolniczych, trzech olejarniach i wielu innych niewielkich zakładach, wykorzystujących nowe sposoby produkcji i wynalazek maszyny parowej.
Z istotnych urządzeń komunalnych jako pierwsza, w latach 1902–1903, powstała gazownia, zaś w latach 1910–1911 wybudowano także wieżą ciśnień wraz siecią wodociągową, czerpiącą wodę ze studni artezyjskiej zlokalizowanej przy trakcie na Poznań.
W 1834 r. nastąpił podział jedynej istniejącej szkoły na ludową szkołę katolicką i ludową szkołę ewangelicką, do której uczęszczały także dzieci wyznania mojżeszowego. W systemie oświaty występowało także kilka szkół prywatnych oraz szkoła zawodowa. W latach 1908–1911, wobec ciągle wzrastającej liczby uczniów szkoły katolickiej zbudowano nowy, okazały gmach przy ul. Lipowej. Wśród ziemian, przyczyniających się swą działalnością do podnoszenia poziomu rolnictwa, warto wymienić m.in. M. Jackowskiego (1815–1905), administrującego przez pewien czas majątkiem w Źrenicy pod Środą, patrona Kółek Rolniczych, społecznika i dydaktyka.
W 1840 r. w Środzie urodził się F. Mertens (1840–1927), matematyk, prof. Uniwersytetu Jagiellońskiego, politechniki w Grazu i Uniwersytetu Wiedeńskiego.

#### Powstanie wielkopolskie
Wielki wysiłek zbrojny włożyła Środa w powstanie wielkopolskie. Ogółem w trakcie walk sformowano kompanię ochotniczą i batalion średzki w sile 4 kompanii, które wzięły aktywny udział w walkach, w tym: pod Zbąszyniem, w łuku Noteci, pod Szubinem, Rynarzewem, Kcynią i Nakłem. Niebagatelną rolę w organizacji władz powstańczych i samego powstania odegrał kolejny z wielkich, średzkich duszpasterzy, ks. M. Meissner (1877–1938), który w listopadzie 1918 r. stanął na czele proklamowanej Rzeczypospolitej Średzkiej.

### Dwudziestolecie międzywojenne

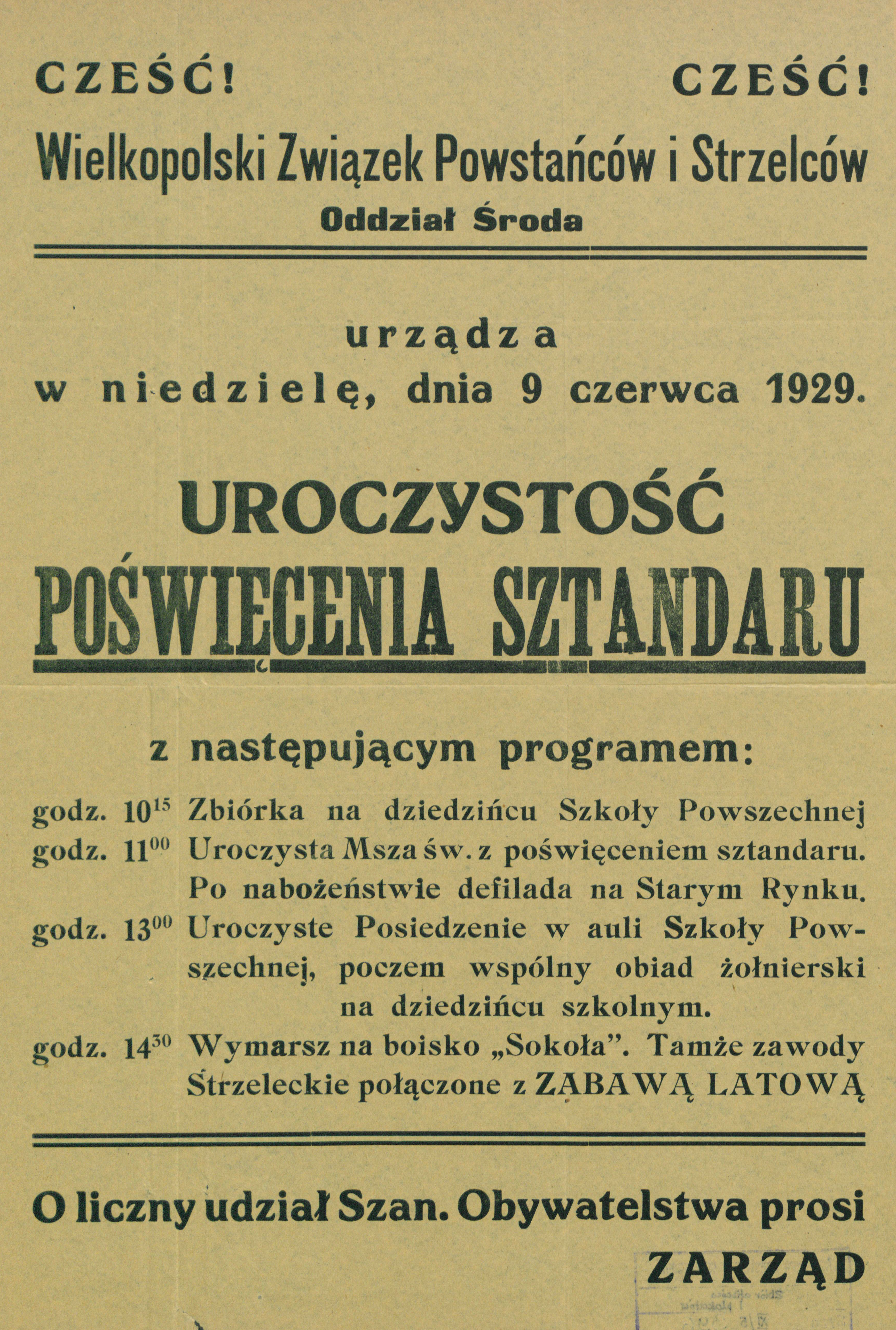
Poświęcenie sztandaru Związku Powstańców i Strzelców w Środzie, 1929 r. (ze zbiorów Archiwum Państwowego w Poznaniu)

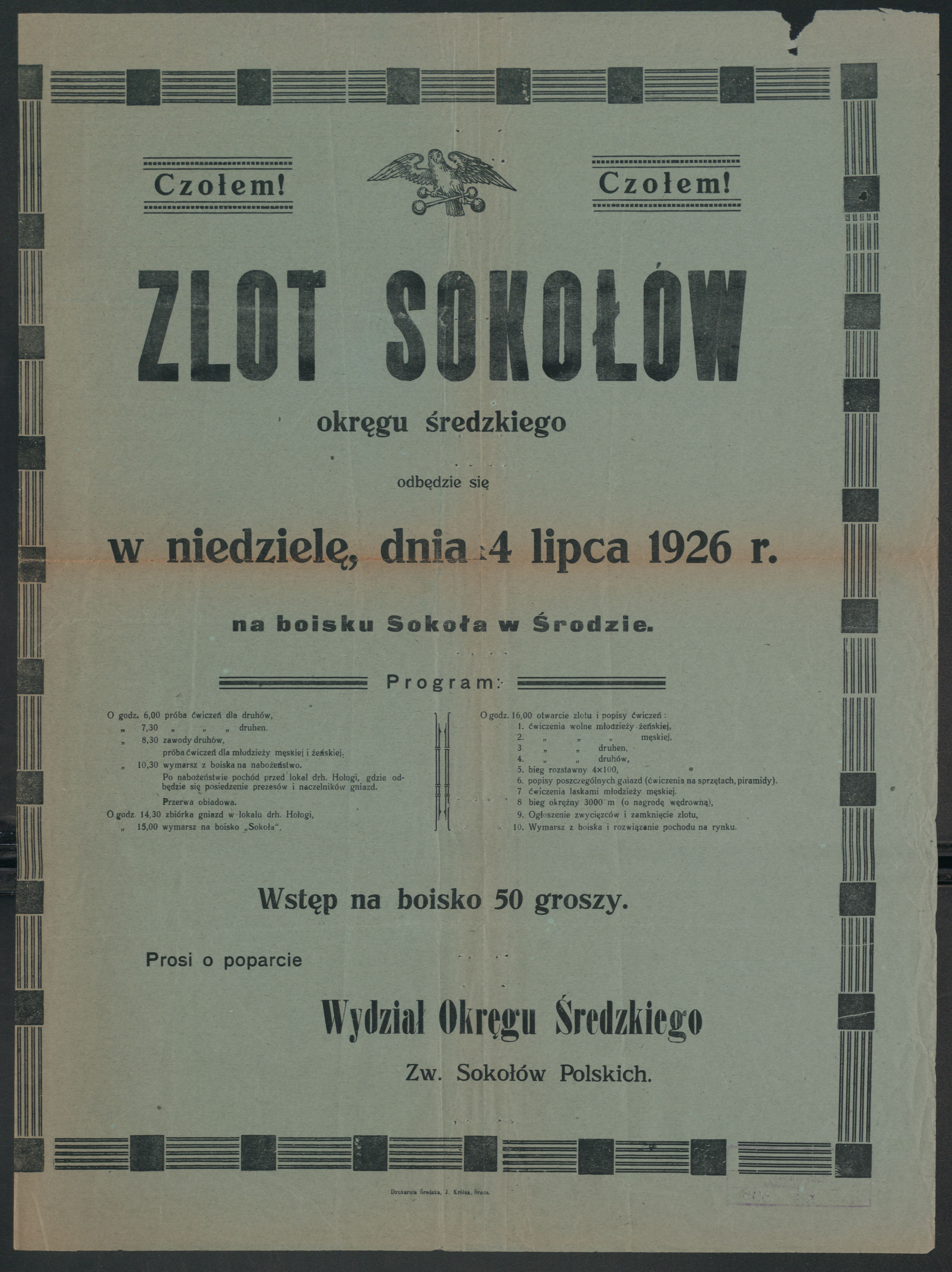
Zlot „Sokołów” okręgu średzkiego 1926 r. (miejsce przechowywania: Archiwum Państwowe w Poznaniu)

Działania zbrojne I wojny światowej nie miały istotnego wpływu na liczbę mieszkańców Środy, jednak już od 1932 r. liczba mieszkańców wzrastała, by tuż przed wybuchem wojny osiągnąć ponad 10 tys. Liczba domów w Środzie w okresie II RP wzrosła z 471 do 699, z czego 10% powstało w nowej dzielnicy tzw. „Parcelkach”, rozbudowywanej w kierunku szosy kórnickiej. Rozbudowa następowała także intensywnie wzdłuż ul. Kosynierów, a także na drugim krańcu miasta, przy ul. Wrzesińskiej. Szybki rozwój dawnego Przedmieścia Pyzdrskiego doprowadził w 1934 r. do włączenia w obręb miasta folwarku Źrenica, stanowiącego dotąd własność Fundacji Kórnickiej. Podobny, równie gwałtowny rozwój zabudowy następował wzdłuż szosy z Poznania do Nowego Miasta.
Wybitną postacią życia politycznego dwudziestolecia międzywojennego w Środzie był burmistrz Jan Polski (1886–1940), sprawujący tę funkcję od 22 października 1919 r. przez całe dwudziestolecie. Zginął z rąk hitlerowców.
Największym zakładem przemysłowym w całym okresie II RP była cukrownia, rozbudowana w latach 1926–1930. Do 1921 r. na mapie średzkich firm pojawiły się także rzeźnia i tkalnia, zapewniająca 1/3 krajowego zapotrzebowania polskiego przemysłu włókienniczego. Mleczarnia, po gruntownej modernizacji, wysunęła się na pierwsze miejsce w produkcji w Wielkopolsce. W połowie lat 30. funkcjonowały w Środzie ponadto: dwa młyny, dwa przedsiębiorstwa o profilu ślusarsko–kowalskim i około 30 innych, mniejszych zakładów produkcyjnych, głównie o profilu rzemieślniczym. Do II wojny światowej rozwijała się średzka kolej dojazdowa; wzrastała sieć kolejowa, której łączna długość linii wynosiła 119 km.
Coraz większego znaczenia nabierała budowa urządzeń komunalnych. W latach 1926–1928 zbudowano system kanalizacji, zaś w 1933 r. oddano sieć hydrantów, co znacznie poprawiło warunki sanitarno-pożarowe miasta. W 1914 r. przy ul. Granicznej wybudowano szpital miejski, prowadzony przez Zgromadzenie Sióstr Miłosierdzia św. Wincentego à Paulo.
Od 1919 r. naukę prowadzono w siedmioklasowej szkole powszechnej (katolickiej) w budynku przy ulicy Lipowej, a od 1938 r. także w nowym budynku Kasy Chorych przy ulicy Dąbrowskiego. Budynek d. Wyższej Szkoły Miejskiej zaadaptowano na potrzeby Państwowego Gimnazjum Humanistycznego. W 1920 r. z inicjatywy Wielkopolskiej Izby Rolniczej powstała także szkoła rolnicza, a na jej potrzeby zakupiono przy ulicy Kórnickiej grunt z przeznaczeniem na gospodarstwo szkolne. Ważną formą wychowania było harcerstwo. W Środzie istniały 4 drużyny harcerskie, skupiające ok. 500 harcerzy, organizujące w sezonie letnim liczne obozy na terenie Wielkopolski i poza nią. Rozliczne sukcesy na arenie lokalnej i ponadregionalnej święcili średzcy sportowcy zrzeszeni w klubach sportowych.
W dniach 28–29 czerwca 1939 r. odbył się Środzie zjazd katolicki archidiecezji gnieźnieńsko-poznańskiej, w którym uczestniczyły najwyższe władze kościelne z prymasem A. Hlondem na czele oraz ponad 6000 osób przyjezdnych z całej Polski.

### II wojna światowa
Działania wojenne rozpoczęły się w Środzie 1 września ok. godziny 12:30 nalotem Luftwaffe, którego celem stał się dworzec kolejowy. Ponownego nalotu lotnictwo niemieckie dokonało 4 września, a bomby spadły także na cukrownię. W obydwu bombardowaniach śmierć poniosło 13 mieszkańców miasta oraz 5 żołnierzy 55 Poznańskiego Pułku Piechoty, który tego dnia przemieszczał się po trasie Września – Środa. 9 września miasto zostało zajęte przez armię niemiecką. W styczniu 1940 r. ziemie Wielkopolski wraz z landraturą Środa utworzyły włączony do Rzeszy Niemieckiej Kraj Warty (Warthegau), którego namiestnikiem został, urodzony w Środzie, A. Greiser (1897–1945).
Niemalże od samego początku okupacji Niemcy prowadzili politykę terroru i represji wobec mieszkańców Środy i okolic. Szczególnym echem odbiły się dwa mordy dokonane na mieszkańcach Środy i okolic 17 września i 20 października 1939 r., w których życie straciło 50 osób.
Już 8 grudnia 1939 r. rozpoczęto przymusowe wysiedlenia mieszkańców Środy do Generalnego Gubernatorstwa. Jak obliczono, ogółem objęły one 482 osoby z terenu miasta. Zamieszkujących Środę około 70 Żydów jeszcze w październiku 1939 r. trafiło do Kalisza, a następnie do łódzkiego getta. Teren kirkutu zniszczono, a budynek synagogi zamieniono na magazyn.
Już w październiku 1939 r. zorganizowano na ziemi średzkiej tajne nauczanie, a dotychczasowe szkoły kształciły tylko dzieci niemieckie.

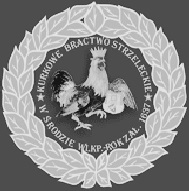
Herb Kurkowego Bractwa Strzeleckiego w Środzie Wielkopolskiej

Pomimo niesprzyjających warunków konspiracji (gęsta sieć dróg, dobrze rozwinięty system łączności, stosunkowo małe zalesienie i bliskość Poznania) już jesienią 1939 r. zawiązały się pierwsze konspiracyjne ogniwa; m.in. spotkania odbywały się w mieszkaniu Józefa Grabiasa (1886–1968), kupca średzkiego, działacza przedwojennego „Sokoła”, członka Rady Robotniczo-Żołnierskiej w 1918 r. Początkowe działania konspiracyjne sprowadzały się do niewielkich, jednorazowych i doraźnych akcji jak np.: ukrywanie sztandarów przedwojennych organizacji, palenie sprzętu harcerskiego, prowadzenie nasłuchu radiowego, a później także wydawanie fałszywych przepustek i dowodów tożsamości.
W styczniu 1942 r. utworzono inspektorat rejonowy ZWZ/AK na Środę, a funkcję koordynatora przy jego tworzeniu pełnił Franciszek Unrug (1887–1945) z Wyszakowa, powstaniec wielkopolski, działacz licznych przedwojennych organizacji, pełniący funkcję szefa referatu Walki Cywilnej Biura Głównej Delegatury Rządu RP dla ziem wcielonych do III Rzeszy i faktyczny przywódca środowisk konspiracyjnych. W poł. 1943 r. Inspektorat Środa skupiał ponad 500 żołnierzy i ok. 15 plutonów w terenie. Faktycznym szczytem działalności konspiracyjnej inspektoratu była akcja zrzutu broni amunicji („Proso II”), przeprowadzona przez RAF z 14 na 15 września 1943 r. Źle przygotowana i przeprowadzona akcja podjęcia zrzutu doprowadziła w konsekwencji do dekonspiracji i fali aresztowań, której skutkiem była zmiana kierownictwa, aresztowanie dużej liczby żołnierzy i przeniesienie sztabu na teren ziemi wrzesińskiej. Wśród licznych aresztowanych znalazł się także Franciszek Unrug, zmarły w styczniu 1945, w trakcie marszu ewakuacyjnego z KL Stutthof.
28 czerwca 1943 r. w Środzie przyszedł na świat Klaus von Klitzing, profesor fizyki, laureat Nagrody Nobla w tej dziedzinie.

### Środa po wojnie i współcześnie
23 stycznia 1945 r., około południa, od strony Kostrzyna na średzki rynek wjechał pierwszy patrol Armii Czerwonej. Rozpoczęło się organizowanie nowych władz w duchu PKWN, oraz parcelacja ziemi i podział infrastruktury mieszkalnej. Pierwszym burmistrzem został L. Kaźmierczak.
Choć początkowo panowały ogólnie euforystyczne nastroje, niemalże natychmiast dał o sobie znać mechanizm represji związany z nową władzą, stąd większość żołnierzy AK pozostawało nadal w podziemiu, tworząc Wielkopolską Samodzielną Grupę Ochotniczą „Warta” zastępującą poznański okręg AK. Postrach budził Powiatowy Urząd Bezp. Publicznego, który już w lutym 1945. rozpoczął masowe przesłuchania żołnierzy AK powracających z niemieckich więzień i zatrzymywanych w terenie. W trakcie Poznańskiego Czerwca 1956 poległ w ulicznej demonstracji mieszkaniec Środy, student Politechniki Poznańskiej M. Dąbrowicz (1933–1956).
Po II wojnie światowej Środa, jako stolica powiatu znalazła się w województwie poznańskim.
W 1949 r. znacjonalizowano kolejkę wąskotorową i w całości włączono ją w skład PKP. Odtąd zaczyna się jej powolny upadek, rozpoczęty wstrzymaniem ruchu osobowego na odcinkach normalnotorowych w 1968. W latach 1976–1979 całkowicie zlikwidowano torowisko. Prym wśród zakładów przemysłowych nadal wiodła cukrownia. Zniszczony w czasie wojny zakład wielokrotnie modernizowano i rozbudowywano, także i po 1990. W latach 1966–1970 powstał nowy zakład, Fabryka Galanterii Metalowej, który wkrótce po uruchomieniu zmienił nazwę na „Stomil”; a głównym przedmiotem produkcji były zawory do dętek. W połowie lat 70., nastąpiła jego znaczna rozbudowa i modernizacja. Wznowiona produkcja w tkalni pozwoliła na wykonanie tutaj pierwszego powojennego ożaglowania „Daru Pomorza”. Wśród innych średzkich firm okresu PRL-u wymienić także warto „Przedsiębiorstwo Budownictwa Rolniczego”, „Państwowy Ośrodek Maszynowy”, mleczarnię, „Zakłady Mięsne”, Przedsiębiorstwo Sprzętu i Transportu Wodno-Melioracyjnego, powstałe w 1968 r. oraz filię poznańskich Zakładów Przemysłu Odzieżowego „Modena” (powstała w czasie okupacji Fabryka Konfekcji).
W końcu lat 70. w Kijewie, zlokalizowano jedną z filii zrzeszenia „Hortex”. 70% produkcji trafiało na eksport. Wielka industrializacja okresu PRL-u doprowadziła do stagnacji w sektorze rzemieślniczym.
Funkcję akceleracyjną powstawania nowej, ciągłej zabudowy spełniały, podobnie jak w innych miastach, ciągi komunikacyjne, takie jak: ul. 20 Października, w całym jej przebiegu, ale również ul. Zamoyskich, Niedziałkowskiego i Kórnicka. Największymi inwestycjami budownictwa wielorodzinnego były dwa osiedla mieszkaniowe: Osiedle Młodych (2 poł. l. 70.) oraz znacznie większe, osiedle XXX-lecia PRL (od 1 połowy lat 80., obecnie Jagiellońskie). Lata 70. to także intensywny rozwój budownictwa jednorodzinnego w przedwojennych dzielnicach „parcelki” i „korbole”. Rozwój zabudowy mieszkalnej w stronę przeciwną następował wzdłuż szlaku komunikacyjnego do Gniezna, ale także na naturalnym przedłużeniu traktów na Pyzdry i Nowe Miasto.
W latach 1963–1964 zrealizowano budowę nowej szkoły, tysiąclatki zlokalizowanej przy ulicy 20 października (noszącej imię A.Zawadzkiego), zaś w latach 1985–1987 rozbudowano SP nr 1 (im. Gen. K. Świerczewskiego) oraz SP nr 3 (1987). Naukę po II w. św. kontynuowano także w budynku SP nr 2 (im. J. Krasickiego) i gimnazjum (od 1949. Liceum Ogólnokształcące im. Powstańców Wielkopolskich), a także w szkole rolniczej, od 1959 r. funkcjonującej jako technikum. Szkoła od 1978 r. prowadziła proces dydaktyczny w nowym kompleksie zlokalizowanym w pobliżu przedwojennego internatu. Kilka razy swą lokalizację zmieniała także szkoła zawodowa (od 1983 im. Hipolita Cegielskiego), by ostatecznie w 1991, znaleźć się w nowym kompleksie szkolnym w pobliżu technikum rolniczego. W kompleksie tym zlokalizowano także pływalnie i halę sportową.
Ważnym wydarzeniem w życiu miasta były obchody 700-lecia Środy zainaugurowane 14 IX 1967.
W związku ze zbliżającymi się obchodami tysiąclecia państwa, już w 1949 r. w Gieczu rozpoczęto program badań wykopaliskowych, których wynikiem były cenne odkrycia, skutkujące utworzeniem rezerwatu archeologicznego. Wybudowano także łaźnię miejską i dworzec PKS. Gruntownej przebudowie poddany został także dworzec PKP. W tymże roku dodano do nazwy miasta słowo „Wielkopolska” dla odróżnienia od Środy Śląskiej.
W 1972 roku budową zapory betonowo – ziemnej na Maskawie (d. Źrenicy) w 29 km biegu rzeki utworzono zalew retencyjny, także o walorach rekreacyjnych. Powstanie kąpieliska nad zalewem średzkim przyczyniło się do powolnego upadku infrastruktury kompleksu basenów (tzw. „łazienek”), których budowę na północy miasta rozpoczęto jeszcze przed wybuchem II w. św, a dokończono w trakcie okupacji.
Godnym kontynuatorem przedwojennych tradycji sportowych okazał się średzki klub sportowy Polonia, który święcił triumfy w hokeju na trawie na przestrzeni lat 50, 60 i 70, zdobywając najwyższe laury w skali kraju.
Szpital miejski im. Józefa Dietla, po zakończeniu działań wojennych pozostawał własnością szarytek, jednak w 1949. został przejęty przez skarb państwa. Postępujące w latach 80. trudności gospodarcze uniemożliwiły budowę nowego budynku szpitala. W 1956 w średzkim krajobrazie medycznym pojawiła się stacja pogotowia ratunkowego, a w 1972 r. oddano do użytku nowy budynek ośrodka zdrowia.
Dobre warunki wegetacyjne na ziemi średzkiej o charakterze stałym takich jak dobra jakość gleb, sprzyjający klimat. Pozwoliły zlokalizować w 1966 w Słupi Wielkiej pod Środą Centralny Ośrodek Badania Odmian Roślin Uprawnych.

Logo miasta Środa Wielkopolska

Na niwie kultury w powojennej historii Środy wyróżniały się: dom kultury, Średzkie Towarzystwo Kulturalne i biblioteka powiatowa. Animacja życia kulturalnego w ramach Domu Kultury skupiała się głównie na organizacji sekcji i zespołów, spośród których największy sukces osiągnął zespół teatralny wystawiając w 1955 r. spektakl „Krakowiacy i Górale”. Na początku lat 70., oddano do użytku nowe pomieszczenia OK. Biblioteka Publiczna prowadziła aktywne studia o regionie i kultywowała regionalną tożsamość mieszkańców.
Szczególną rolę odgrywało i odgrywa zawiązane w 1964 r. Średzkie Towarzystwo Kulturalne, skupiające miłośników regionu średzkiego. Towarzystwo brało aktywny udział w animacji życia kulturalnego, organizując serie wykładów i sesji naukowych poruszających tematykę historii ziemi średzkiej. Organizowano także wystawy, prelekcje i spotkania z postaciami życia publicznego oraz publikowano cenne materiały przybliżające historię i współczesność ziemi średzkiej. Od 1998 pod egidą Towarzystwa ukazuje się Średzki Kwartalnik Kulturalny, pismo o charakterze popularyzatorskim, przybliżające i definiujące pojęcie regionalnej i kulturowej tożsamości mieszkańców środy i jej regionu. W 2009 r. Kwartalnik wyróżniony został znakiem „Dobre, bo Polskie”. ŚTK jest laureatem konkursu „Ambasador Powiatu Średzkiego” realizowanego cyklicznie przez Starostwo Powiatowe.
W 1966 na bazie kilku pomieszczeń SP w Koszutach, we wnętrzu dworku z XVIII w. otwarto Muzeum Ziemi Średzkiej, którego podstawą stały się zbiory prywatne regionalisty F. Kosińskiego (1908–1980).
Liczba mieszkańców miasta osiągnęła stan z 1939 dopiero w 1949, odrabiając straty demograficzne okresu wojny. Do 1968 liczba ludności zwiększyła się niemalże o 50% co było jednak głównie wynikiem dodatniego bilansu urodzeń – zgonów. Kolejny wzrost liczby mieszkańców, z 15 do 19 tys. w 1985, był wynikiem zwiększającej się roli ruchu migracyjnego ze wsi do miast, związanego głównie z oddaniem do użytku dużych zakładów przemysłowych.

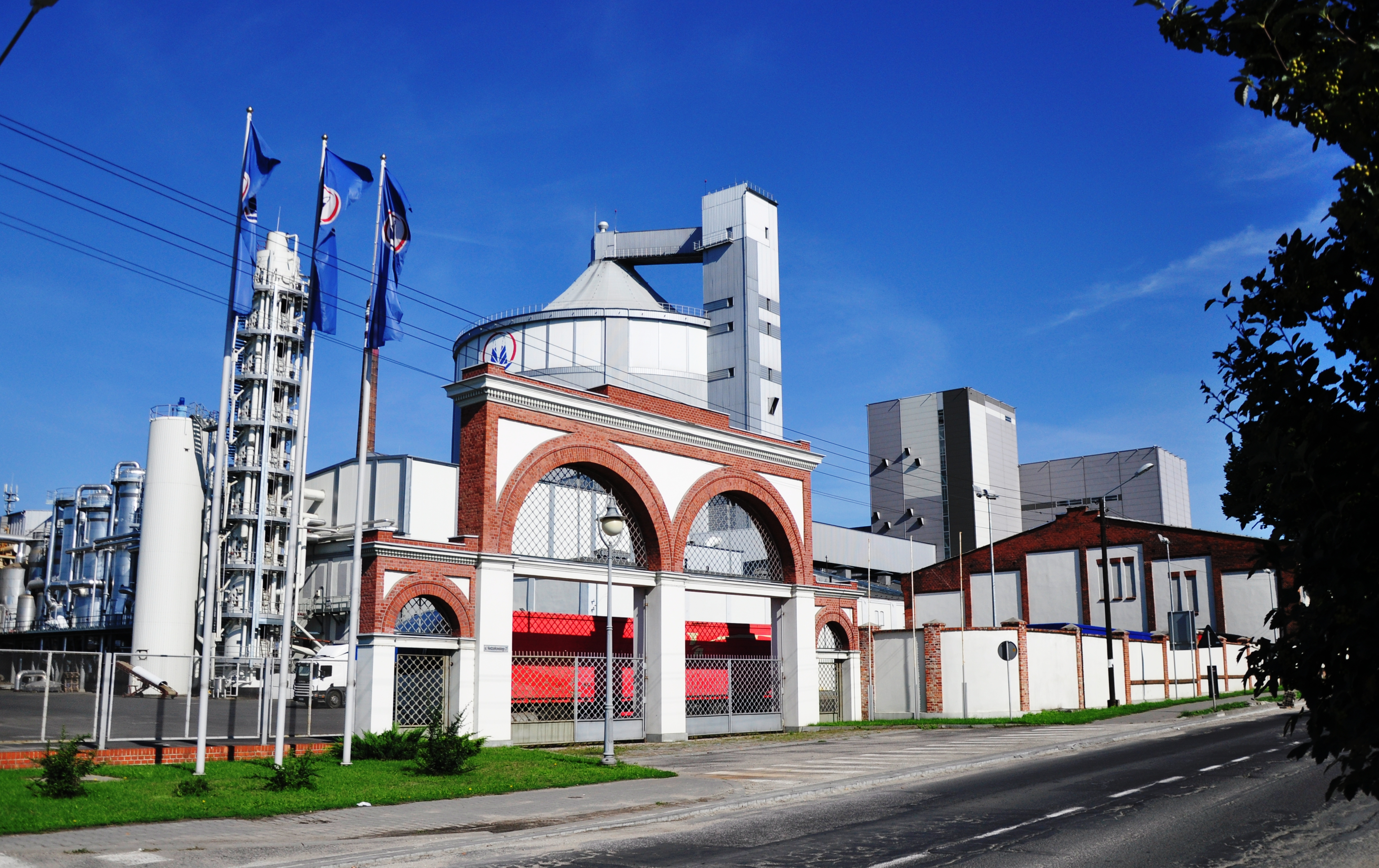
Cukrownia koncernu Pfeifer & Langen

Po roku 1990 struktura przemysłu przeszła znaczące przemiany, które objęły przesunięcie nacisków z zakładów wielkoprodukcyjnych na mikroprzedsiębiorstwa. Zmiany dotknęły również system oświaty oraz służbę zdrowia, będąc efektem podstawowych reform wprowadzonych w końcu XX wieku. Wśród tych przemian, cukrownia należąca do koncernu Pfeifer & Langen utrzymała stabilność i rozwój pomimo niekorzystnych warunków rynkowych i zawirowań polityczno-gospodarczych lat 90. Dzięki ciągłej modernizacji i rozbudowie na terenie cukrowni powstały największe przemysłowe inwestycje w Środzie w nowym wieku – elewator cukrowy, pakownia i oczyszczalnia ścieków.
W 1997 r. obchodzono 200-lecie Hymnu, odsłaniając pierwszy w Polsce pomnik generała J. H. Dąbrowskiego. W 2001 r., po 62 latach przerwy, pierwsze zawody zorganizowało reaktywowane Bractwo Kurkowe.

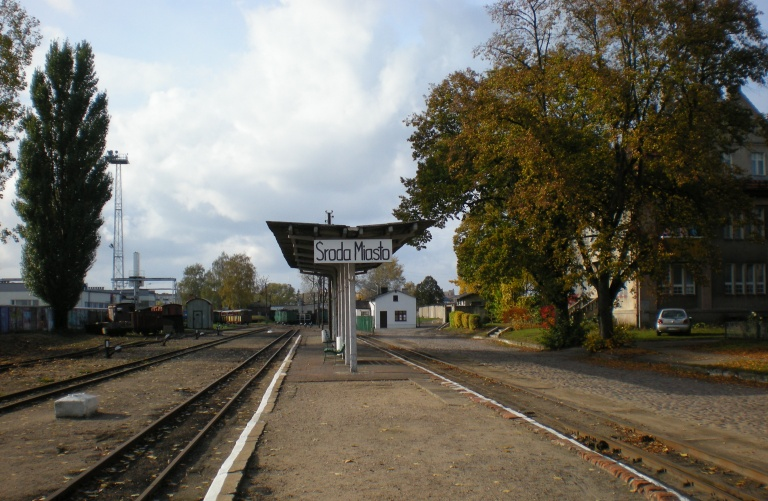
Środa Wlkp. Miasto Wąsk. – początkowa stacja linii Środa – Zaniemyśl Średzkiej Kolei Powiatowej

Sukcesy w sporcie częściowo odnosił w latach 90. średzki KS Polonia, zdobywając mistrzostwo Polski juniorów w hali w 1993 i 1994 r. Dwaj średzcy hokeiści wzięli udział w Igrzyskach olimpijskich w Sydney w 2000 r. W całkowicie nowej rzeczywistości odnalazła się średzka wąskotorówka obchodząca w 2002 stulecie istnienia. Zachowany, 12-kilometrowy odcinek ze środy do Zaniemyśla wpisany został do rejestru zabytków, a podstawową funkcją kolejki stała się usługa turystyczna.
Ostatnim akordem przestrzennym rozwoju miasta są nowoczesne osiedla domków jednorodzinnych: Piastowskie, zlokalizowane na skarpie nieistniejącego już dopływu Maskawy pomiędzy ul. Zamoyskich i Harcerską, oraz osiedle Armii Krajowej, czyli zabudowa jednorodzinna pomiędzy ul. Nekielską i Strzelecką.
W ostatnim czasie najintensywniej Środa rozwija się w kierunku Topoli, wzdłuż ul. Topolskiej coraz bardziej wchodząc zabudową w niedostępny do niedawna obszar Rowu Topolskiego, a także intensywnie zabudowując północną stronę ulicy Topolskiej. Spodziewana budowa wewnętrznej obwodnicy pomiędzy ul. Kilińskiego (istnieje już pierwszy odcinek Kilińskiego Topolska: ul. Wejchana) i Wrzesińską z pewnością jeszcze zintensyfikuje te procesy. Znakiem czasów jest również budowa nowych, wielkopowierzchniowych obiektów handlowych, w tym z wykorzystaniem topografii i częściowej infrastruktury byłej rzeźni i tkalni. W 1995 z inicjatywy prof. I. Kubiaczyka powstała pierwsza w Środzie szkoła wyższa, Wielkopolska Wyższa Szkoła Społeczno-Ekonomiczna, która znalazła siedzibę, w 2010, w nowym kompleksie oświatowym zlokalizowanym przy ul. Wejchana. Latem 2010 przystąpiono do gruntownej renowacji Starego Rynku.
W 2016 r. Środa zajmuje powierzchnię niespełna 18 km² i jest stolicą powiatu tworzonego przez 5 gmin: Środa Wlkp, Nowe Miasto, Dominowo, Krzykosy i Zaniemyśl (pow. powiatu 623 km²). Miasto (wraz z innymi dziewięcioma miastami powiatowymi) znajduje się w tzw. Poznańskim Obszarze Metropolitalnym (POM).
1 stycznia 2018 obszar Środy zwiększył się o 202,17 ha przez włączenie do dotychczasowego obszaru miasta części obszaru obrębu ewidencyjnego Kijewo z gminy Środa Wielkopolska.

## Demografia

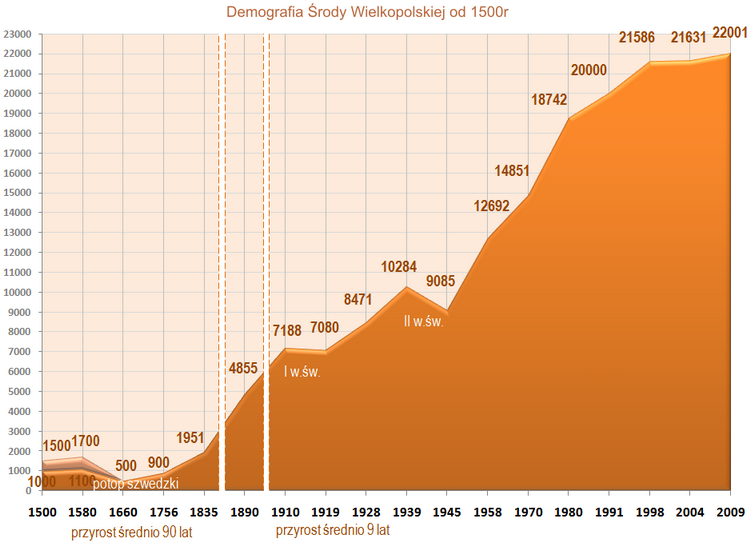
Demografia Środy Wielkopolskiej w latach 1500–2009

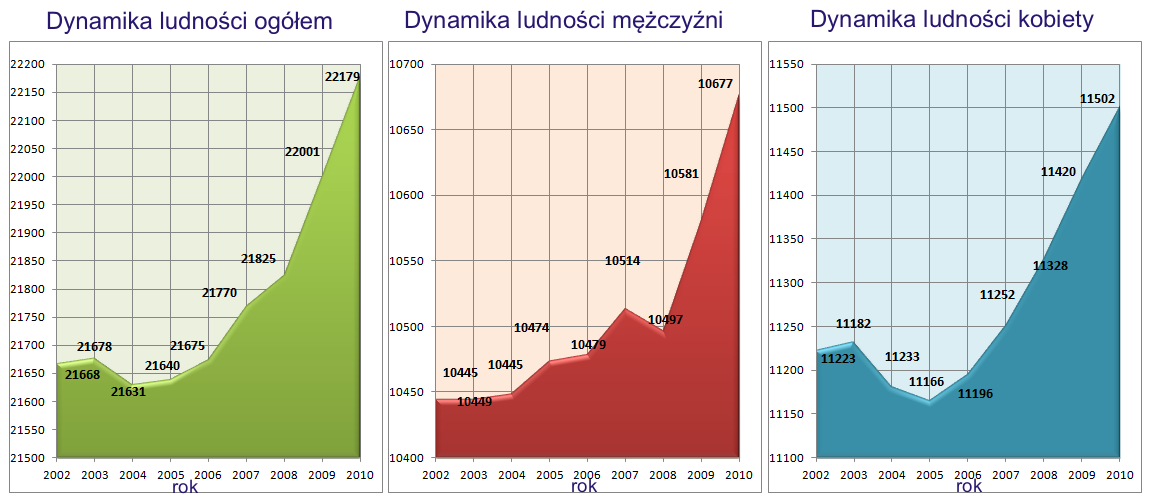
Dynamika wzrostu ludności Środy Wielkopolskiej w latach 2002–2010

Dane dotyczące liczby mieszkańców miasta z większą dokładnością prześledzić można od 1660 r. Dane wcześniejsze opierają się na szacunkach i wartościach pośrednich takich jak spisy miast zobowiązanych do wystawiania wojska, spisy rzemieślników, spisy podatkowe itp. Środa na przestrzeni wieków należała do miast małej i średniej wielkości. Nieznacznie w kierunku miast większych aspirowała w średniowieczu. Największą dynamikę populacji generowały duże konflikty zbrojne takie jak napaść krzyżacka w 1 poł. XIV wieku, potop szwedzki oraz II wojna światowa. Duży przyrost ludności po zakończeniu tego konfliktu to efekt powojennego bumu demograficznego i industrializacji w postaci zakładów Stomil (1966–70) i Hortex (koniec lat 70.).

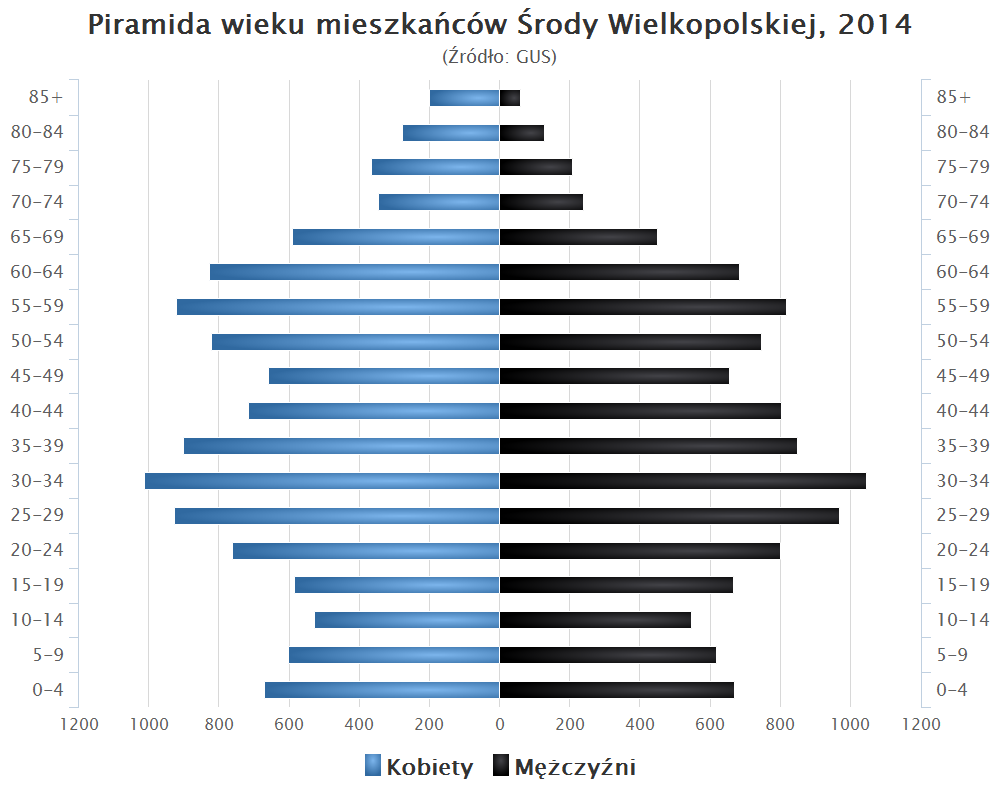
Piramida wieku mieszkańców Środy Wielkopolskiej w 2014 roku

## Gospodarka

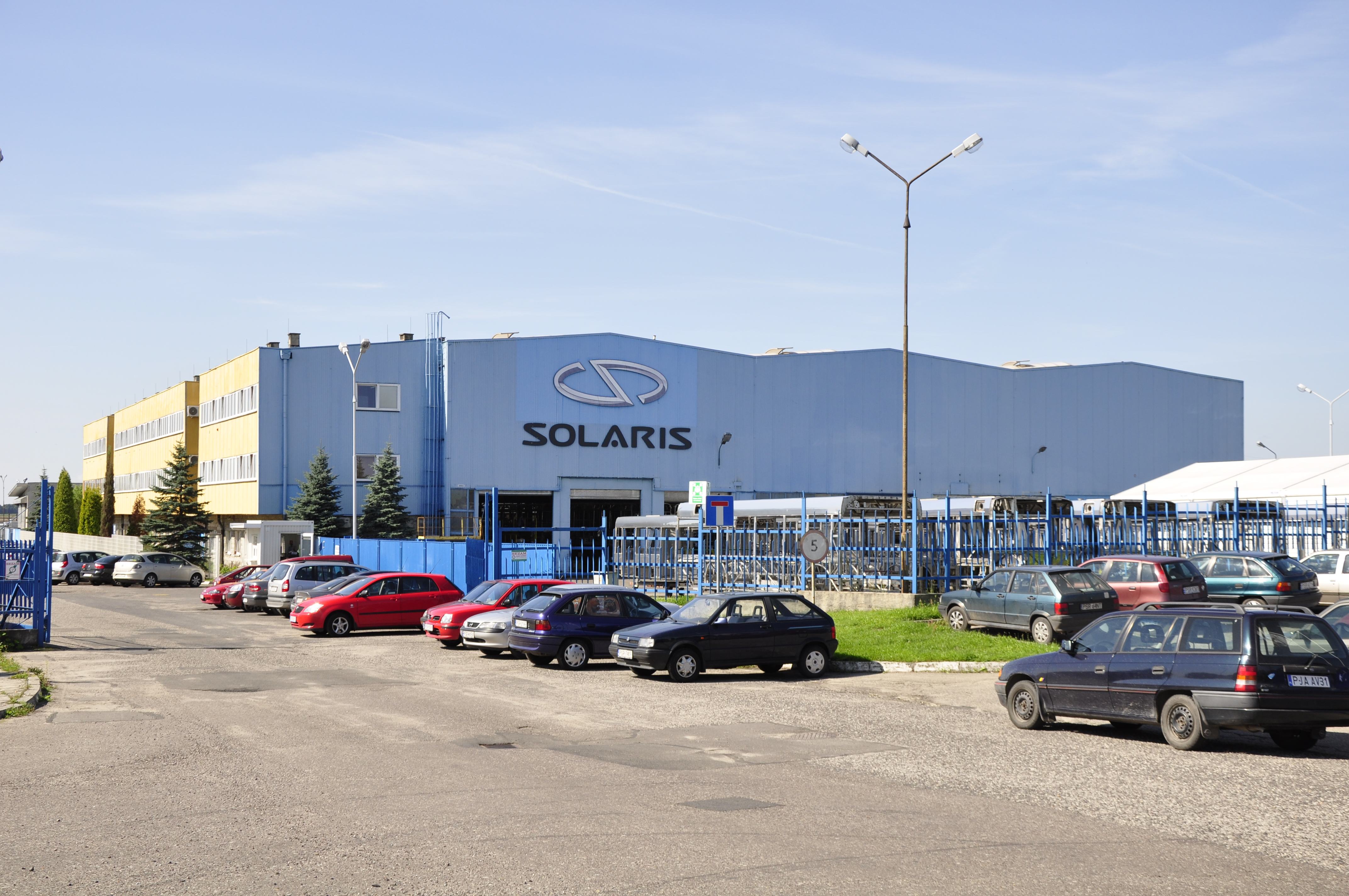
Fabryka szkieletów autobusowych i trolejbusowych firmy Solaris Bus & Coach w Środzie Wielkopolskiej

W wyniku przemian ustrojowych po roku 1990 w sektorze gospodarczym główne akcenty przesunięte zostały w kierunku mikroprzedsiębiorstw, przedsiębiorstw małych i średnich. Obecnie na terenie miasta siedziby ma ponad 260 przedsiębiorstw, w tym kilka z udziałem dużego kapitału zagranicznego.

## Transport

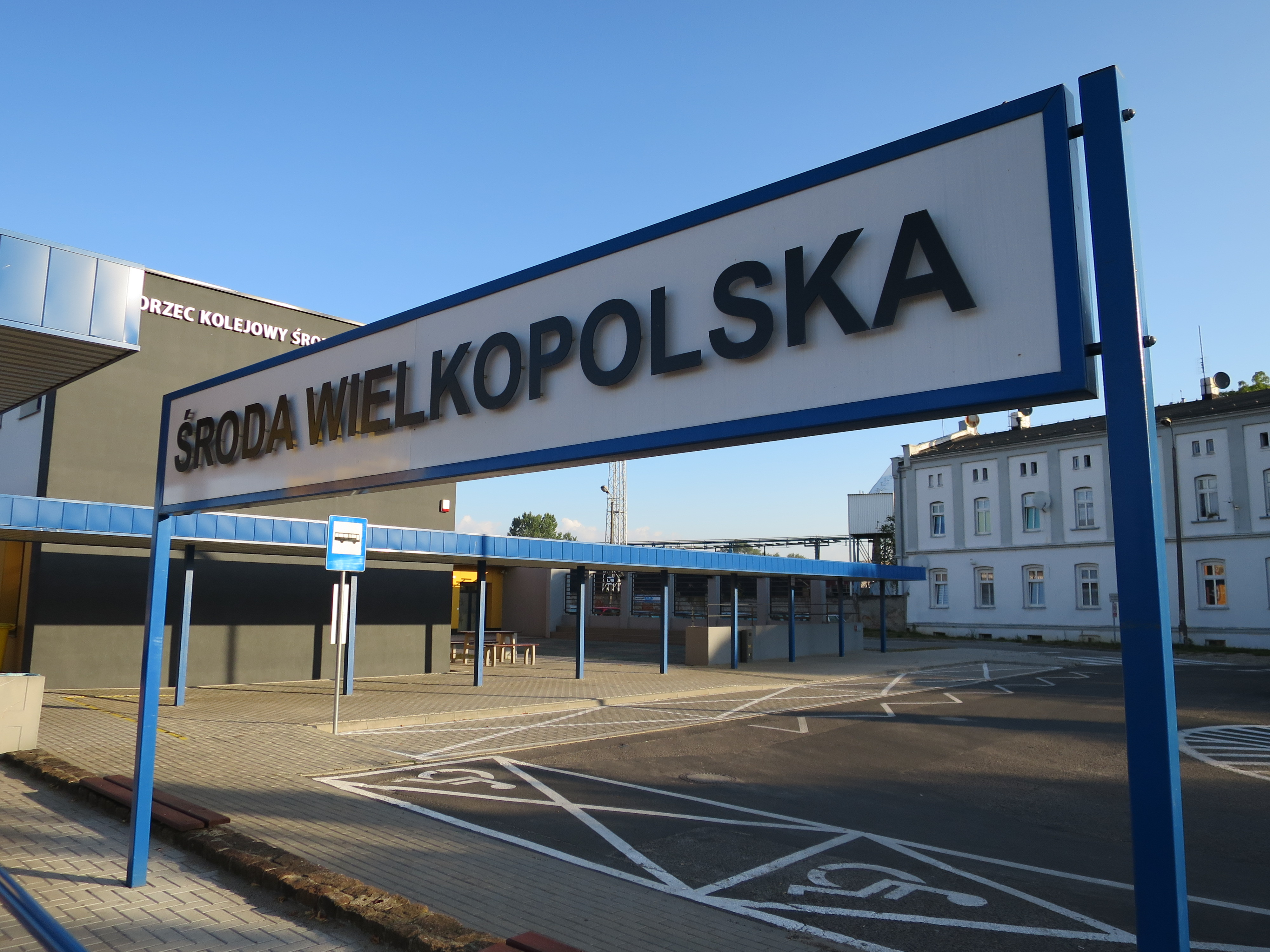
Dworzec kolejowy w Środzie Wielkopolskiej

- PKS – główne kierunki: Poznań, Września, Śrem, Kostrzyn
- kolej – główne kierunki: Poznań, Jarocin
- komunikacja miejska – 26 linii autobusowych

Środa leży przy drodze krajowej nr 11 (obwodnica miasta) w przebiegu której planowane jest utworzenie korytarza transportowego o znaczeniu krajowym. Przez miasto przebiega także droga wojewódzka 432 (Września – Leszno). Fragment drogi wojewódzkiej 432 Zaniemyśl-Środa, droga powiatowa ze Środy do Kostrzyna oraz zespół obwodnic Środy (wschodnia i północna) tworzyć mają w przyszłości fragment Zewnętrznego Pierścienia Drogowego Dalekiego Zasięgu aglomeracji poznańskiej. Środa leży przy linii kolejowej o znaczeniu państwowym nr 272 Poznań – Kluczbork. Połączenie miasta z miastami gminnymi powiatu tworzy sieć dróg powiatowych i gminnych.
W Środzie funkcjonuje 26 linii autobusowych obsługujących miasto, oraz okoliczne miejscowości. Komunikacja miejska w Środzie jest całkowicie bezpłatna, utrzymywana z budżetów gmin oraz powiatu średzkiego. Organizatorem komunikacji publicznej jest Kórnickie Przedsiębiorstwo Autobusowe KOMBUS Sp. z o.o.
W 2012 przy ul. Czerwonego Krzyża zostało otworzone sanitarne lądowisko.

## Zabytki

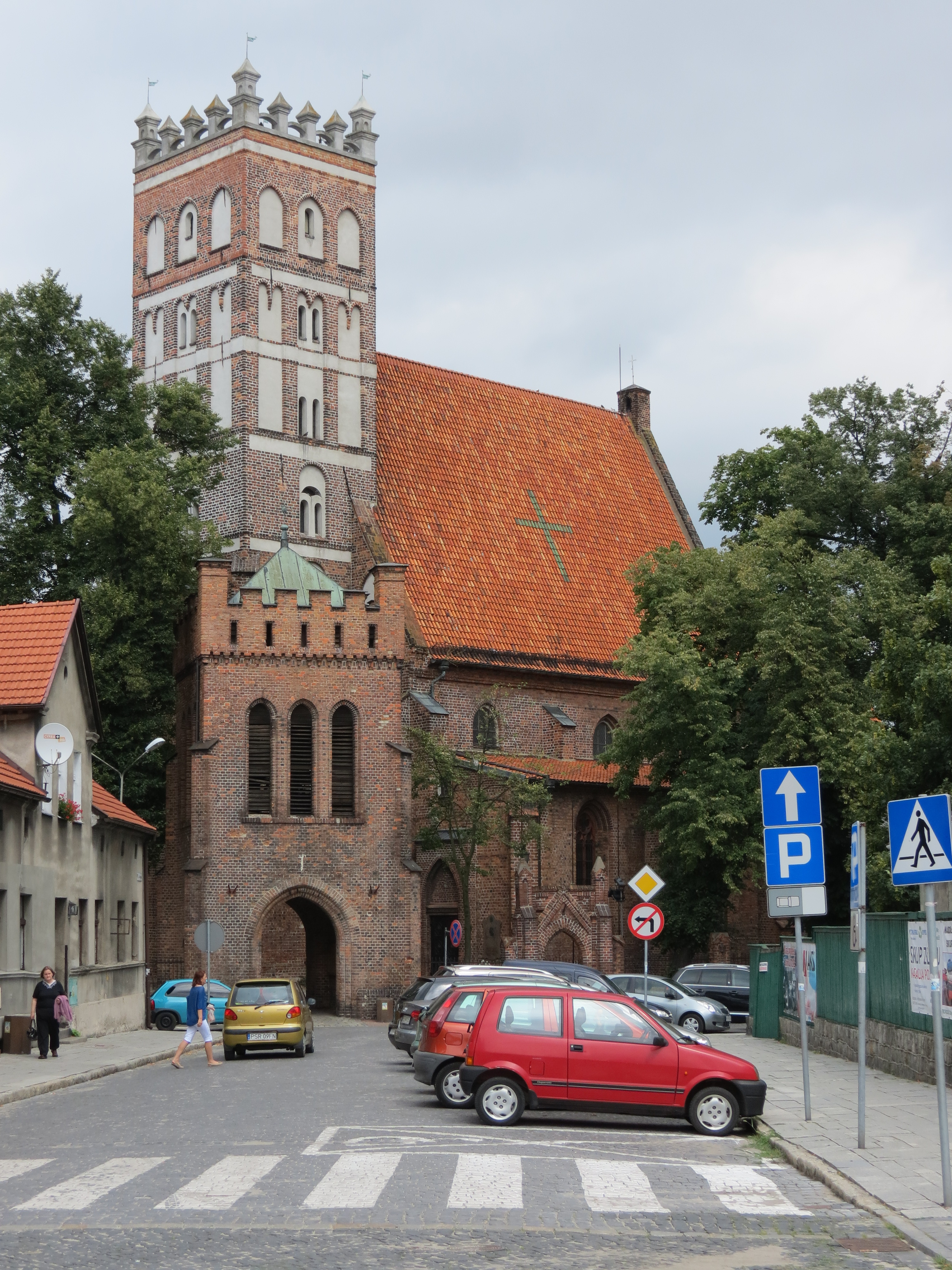
Kolegiata pw. Wniebowzięcia NMP

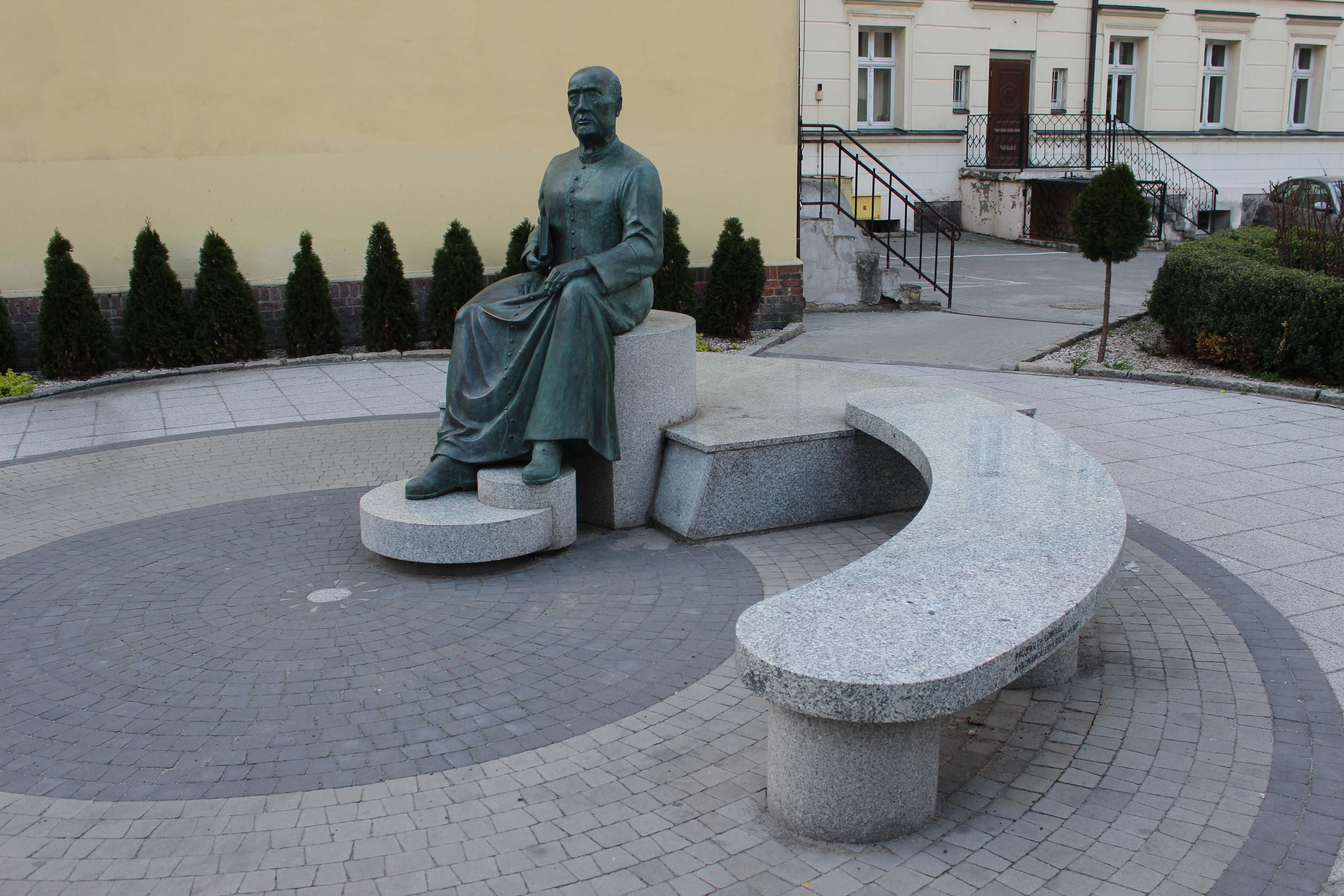
Ławeczka ks. Augustyna Szamarzewskiego

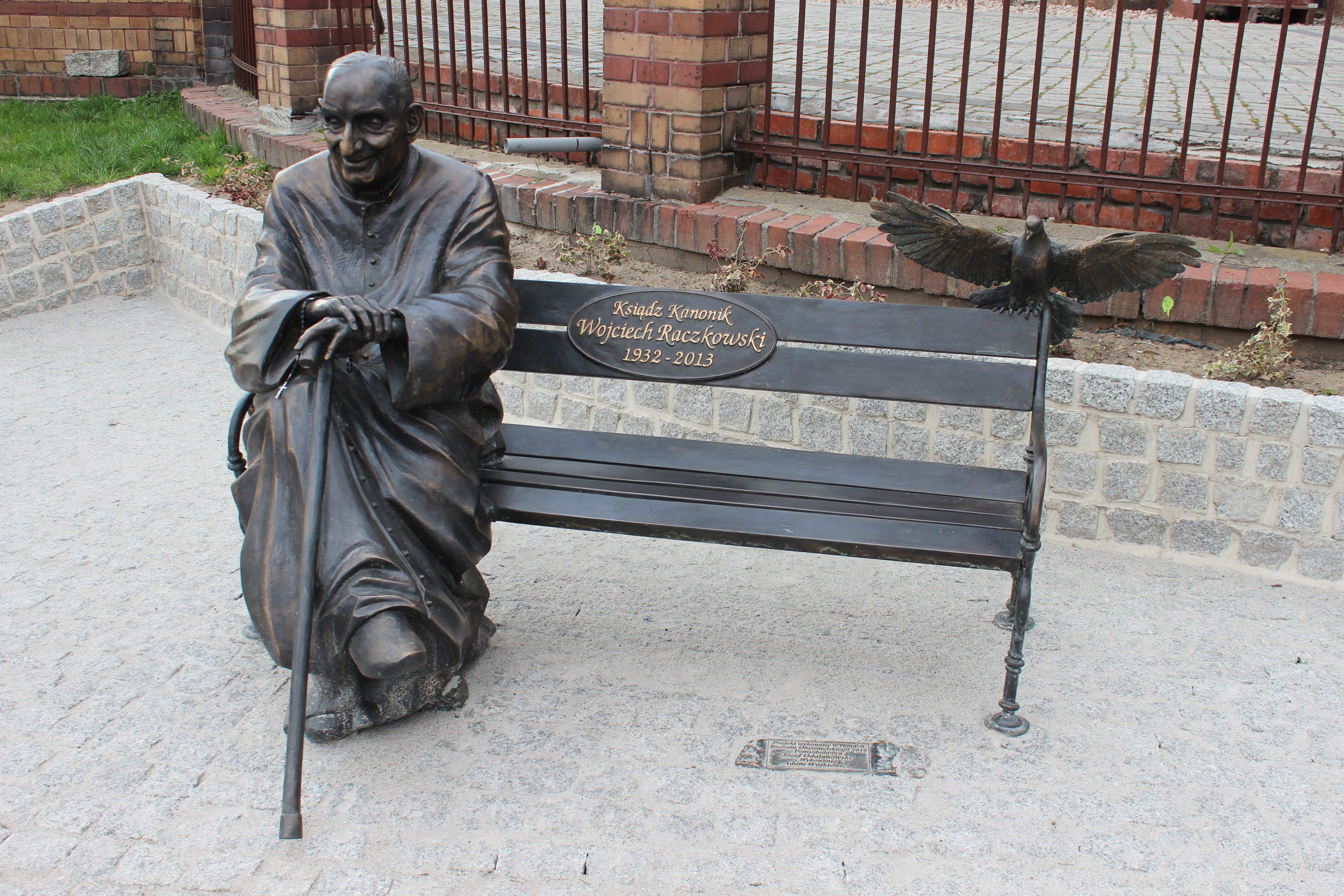
Ławeczka ks. Wojciecha Raczkowskiego

- rynek i zachowany historyczny układ urbanistyczny starego miasta (XIV – XX wiek).
- ratusz z poł. XIX w.
- późnogotycka kolegiata farna z lat ok. 1423–1428, przebudowana w końcu XV lub na początku XVI w.; do prezbiterium przylega późnorenesansowa kaplica Gostomskich z lat 1598–1602, zamknięta kratą z tego samego okresu. Budynek bramny na dziedziniec kolegiaty stanowi neogotycka dzwonnica z roku 1869.
- plebania z pocz. XIX w., ul. Jażdżewskiego 3.
- neoromański poewangelicki kościół pw. Najśw. Serca Pana Jezusa z lat 1883–1888.
- mury nawy kościoła dominikanów ze szkarpami (XV wiek), obecnie w budynku przemysłowym, ul. Mała Klasztorna 3.
- cmentarz rzymskokatolicki (najstarszy nagrobek z 1792 roku) z kaplicą z 1913 r.
- nieużytkowany cmentarz ewangelicki – z kaplicą wybudowaną w 1910 r. (współcześnie zaniedbana), a także resztkami nagrobków[66].
- domy (wille) z XIX wieku (np. ul. Kilińskiego 7, ul. Dąbrowskiego 12, 20, Krótka 5).
- wodociągowa wieża ciśnień z lat 1910–1911.
- szlak Średzkiej Powiatowej Kolei Wąskotorowej wraz z infrastrukturą. Kolej prowadzi ruch turystyczny z wykorzystaniem trakcji parowej na zachowanym 14-kilometrowym szlaku Środa Miasto – Zaniemyśl[67].
- zespół dworski w Źrenicy z 2 poł. XIX wieku.

## Pomniki
- Pomnik Jana Henryka Dąbrowskiego (1997)
- Ławeczka ks. Augustyna Szamarzewskiego (2016)
- Ławeczka ks. Wojciecha Raczkowskiego (2018)

## Parki i ochrona przyrody
Na terenie miasta znajduje się sześć parków miejskich o łącznej powierzchni ponad 15 ha.

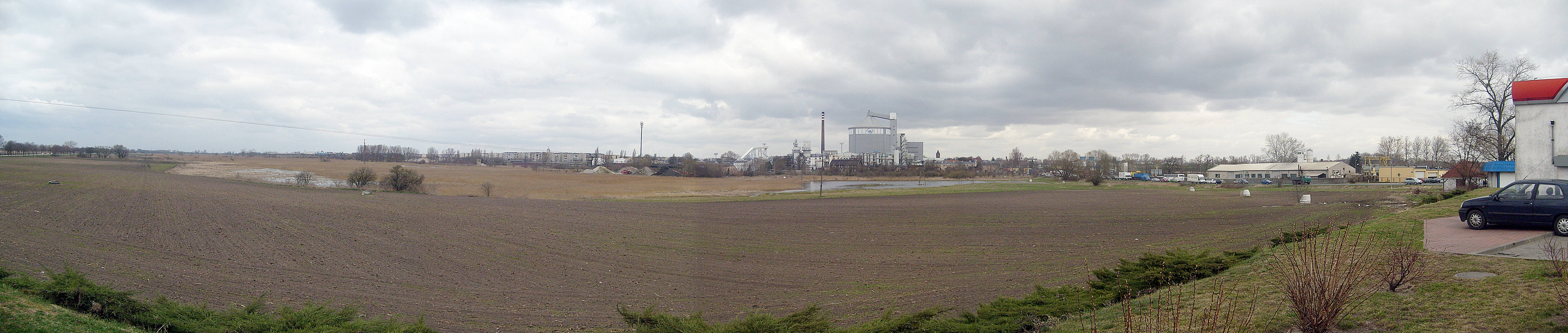
Obszar Chronionego Krajobrazu Bagna Średzkie

Częściowo w granicach miasta leży Obszar Chronionego Krajobrazu Bagna Średzkie o pow. 120 ha, który obejmuje dolinę Strugi Średzkiej w jej dolnym biegu, wraz z jej torfowiskowymi rozlewiskami. Utworzony został uchwałą Rady Miejskiej 20.06.1995 r., zaktualizowaną 23.06.2005 r. Ochronie podlega przede wszystkim siedlisko prawie 200 gatunków ptaków, w tym: krwawodziób, wąsatka, czapla siwa, bąk, bączek, błotniak stawowy, rybitwa białowąsa, czajka i żuraw. W roku 2010 w ramach nowelizacji sieci NATURA 2000 obszar Bagna Średzkie znalazł się w Specjalnym Obszarze Ochrony Siedlisk (SOOs) Dolina Średzkiej Strugi (ozn. PLH300057), stanowiąc 10% jego powierzchni. Znacznie większy teren, obejmujący cały bieg Strugi Średzkiej wraz z rozlewiskami, środkowy bieg Maskawy i stawy hodowlane w Miłosławiu (Bugaju) tworzy obszar ważny dla ptaków (Interantional Bird Areas, IBA) nie zaliczający się jednak do obowiązujących form ochrony przyrody w Polsce. Obszar ten (ozn. pl169) nosi nazwę Dolina Strugi średzkiej i Maskawy i wpisany został do rejestru w maju 2010 r.

## Klimat

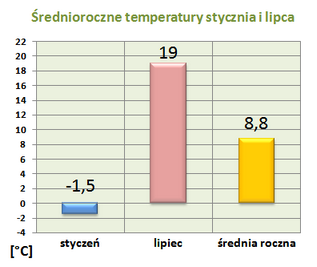
Średnioroczne temperatury dla okolic Środy Wielkopolskiej

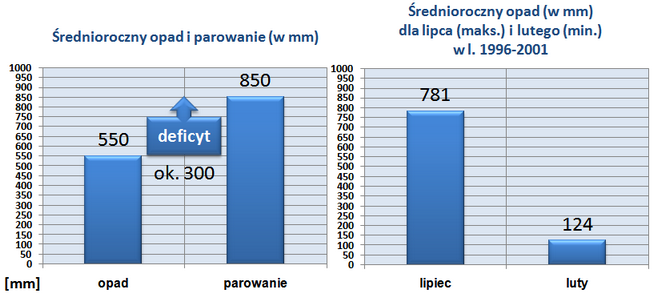
Średnioroczny opad i parowanie dla okolic Środy Wielkopolskiej

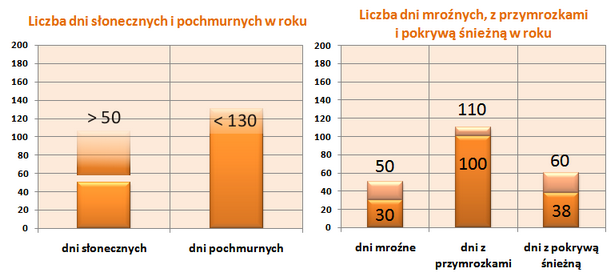
Liczba dni słonecznych i pochmurnych w roku dla okolic Środy Wielkopolskiej

Środa leży w strefie klimatu umiarkowanego z wzajemnym oddziaływaniem powietrza morskiego i kontynentalnego. Dominująca masa powietrza jest powietrze polarno-morskie znad północnego Atlantyku – latem przynoszące chłód i opady, a zima ocieplenie. Wypogodzenia letnie i ochłodzenia zimowe powodują masy powietrza polarno-kontynentalnego z Europy Wsch. i Azji.

## Baza turystyczna
Baza turystyczna Środy Wlkp. to ponad 195 miejsc noclegowych stałych w trzech hotelach i jednym zajeździe oraz 90 sezonowych w okresie wakacyjnym.

## Oświata
- Wielkopolska Akademia Społeczno-Ekonomiczna
- Zespół Szkół Akademickich
- Liceum Ogólnokształcące im. Powstańców Wielkopolskich
- Zespół Szkół Rolniczych im. gen. Jana Henryka Dąbrowskiego
- Centrum Kształcenia Zawodowego i Ustawicznego
- Szkoła Podstawowa nr 2 z Oddziałami integracyjnymi
- Szkoła Podstawowa nr 3
- Niepubliczna Szkoła Podstawowa ZOO Zaradni Odważni Oryginalni
- Szkoła Podstawowa EDU-XXI

## Medycyna
Infrastrukturę medyczną w mieście tworzą:
- Szpital Średzki Sp. z o.o. z oddziałami: wewnętrznym, chirurgicznym, dziecięcym, ginekologiczno–położniczym, noworodkowym, anestezjologii i intensywnej terapii, ratunkowym, oraz pracowniami: RTG, USG, EKG, endoskopii, tomografii komputerowej, serologii. Szpital posiada także laboratorium analityczne, poradnie specjalistyczne i aptekę zakładową.
- Niepubliczny ZOZ
- Niepubliczny Specjalistyczny ZOZ „Medicus-Bonus” (+ osiem oddziałów szpitalnych i poradnie)
- Samodzielny Publiczny ZOZ
- Niepubliczny ZOZ „Chirurgia i ortopedia”
- Specjalistyczny Niepubliczny ZOZ „Zdrowie”
- Przychodnia zespołu lekarza rodzinnego „Amicor” s.c.
- NZOZ Centrum Rehabilitacji Medycznej – Asgo
- Przychodnia zespołu lekarza rodzinnego „Astra-Med” s.c.
- Przychodnia zespołu lekarza rodzinnego „Lekmed” s.c.
- Przychodnia zespołu lekarza rodzinnego „Lekmed-Bis” s.c.

## Sport
Bogatą tradycję sportową kontynuuje średzki klub sportowy „Polonia”. Triumfy w ligowych rozgrywkach święci tradycyjnie silna sekcja średzkiego hokeja na trawie. W 2000 r. dwaj średzcy hokeiści reprezentowali Polskę w trakcie Igrzysk Olimpijskich w Sydney. Wychowanek innego średzkiego klubu, UKS Orkan – Rafał Wieruszewski jest reprezentantem Polski w lekkoatletyce. Jego sukcesy to m.in. VII miejsce na Igrzyskach olimpijskich w Pekinie w sztafecie 4 x 400m i mistrzostwo Polski na dystansie 400 m w hali i na stadionie, srebrny medal w sztafecie 4 × 400 m na mistrzostwach Europy juniorów. Infrastrukturę sportową miasta tworzą:
- Stadion miejski wraz z boiskami bocznymi i boiskami ze sztuczną nawierzchnią do hokeja na trawie
- Boisko do piłki nożnej z elementami infrastruktury lekkoatletycznej przy Technikum Rolniczym
- Hala sportowa przy stadionie
- Hala sportowa z trybunami przy technikum rolniczym (rozbudowa w 2010 r.)
- Szkolne hale sportowe przy szkołach podstawowych nr 2 i 3, liceum ogólnokształcącym, gimnazjum nr 1 i zespole szkół zawodowych
- Basen – pływalnia miejska przy Zespole Szkół Zawodowych
- Zespół boisk projektu Orlik 2012
- Sezonowe sztuczne lodowisko ŚOSiR, z taflą o powierzchni 17,5 m × 36 m (uruchomione w grudniu 2008).

## Media
W Środzie Wielkopolskiej ukazują się 2 tygodniki: Gazeta Średzka (wydawana od 1995) oraz Głos Powiatu Średzkiego (wydawany od 2008). Ponadto od 1998 ukazuje się także Średzki Kwartalnik Kulturalny, wydawany przez Średzkie Towarzystwo Kulturalne.

## Religia

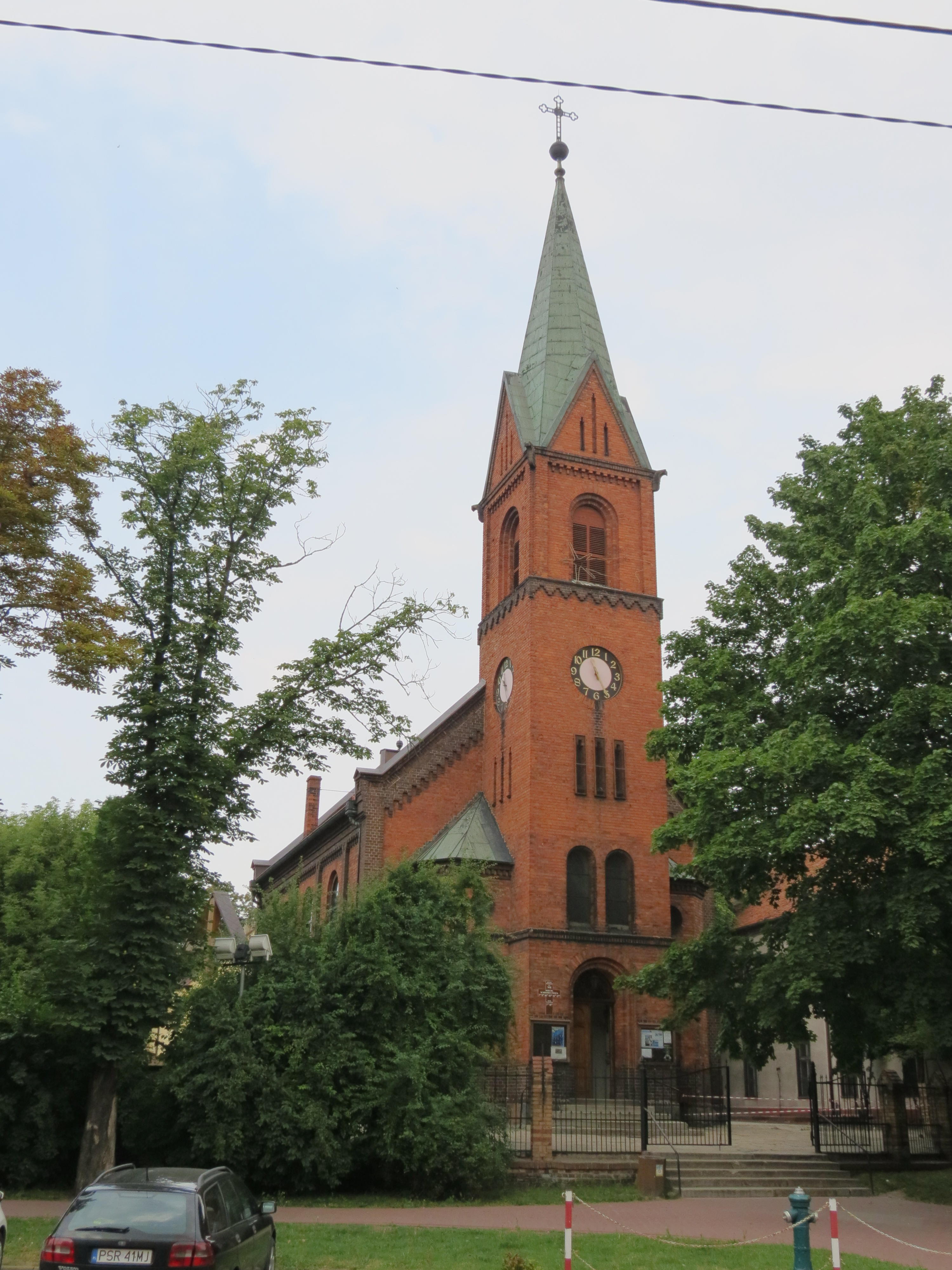
Poewangelicki kościół Najśw. Serca P. Jezusa, widok od strony pd-wsch.

### Protestantyzm
- Wspólnota protestancka – Baptyści – kościół domowy

### Parafie rzymskokatolickie
- Parafia św. Józefa w Środzie Wielkopolskiej
- Parafia Najświętszego Serca Jezusa w Środzie Wielkopolskiej
- Parafia Wniebowzięcia Najświętszej Maryi Panny w Środzie Wielkopolskiej

### Świadkowie Jehowy
- Zbór Środa Wielkopolska (Sala Królestwa ul. Łąkowa 6)[71][72]

## Współpraca międzynarodowa
Miasta i gminy partnerskie:
- Vitré[74]
- Kralupy nad Vltavou
- Hennigsdorf[75]
- Mohylów Podolski
- Sandomierz[76]